# Gran Priorato de Navarra de la Orden de San Juan de Jerusalén
El Gran Priorato de Navarra de la Orden de San Juan de Jerusalén fue la estructura económico-administrativa que agrupaba, bajo la autoridad de un prior, las encomiendas que la Orden de San Juan de Jerusalén mantuvo dentro de los límites del Reino de Navarra, desde mediados del siglo XII hasta el primer tercio del siglo XIX. Su relevancia durante la etapa medieval se puede evaluar por el hecho de que «el Gran Prior navarro era considerado la segunda personalidad eclesiástica en el reino, por lo que presidía el brazo eclesiástico de las Cortes navarras en ausencia del obispo de Pamplona».

## Introducción
Cuando en los reinos hispanos se incrementa el volumen de donaciones a la Orden, desde los inicios del siglo XII, se crea una organización jerárquica que engloba en varios prioratos las distintas encomiendas. Así, en 1140, se crean los prioratos de Castilla y de Portugal, y en 1153, el de Cataluña, Navarra y Aragón, gobernados por Guillermo de Belmés. En la península ibérica, a diferencia del resto de Europa, la Reconquista marca en el progreso de la implantación de estos religiosos soldados una pauta propia. Cuando desapareció la Orden del Temple, las encomiendas templarias en Navarra fueron recibidas por los hospitalarios.
A finales de 1522, la Orden de los Caballeros Hospitalarios de San Juan de Jerusalén habían sido expulsados de su base en Rodas por el sultán del Imperio otomano, Solimán el Magnífico, tras un sitio de seis meses. El 26 de octubre de 1530 el Gran Maestre de la Orden, Philippe Villiers de l’Isle-Adam, llegó junto con sus caballeros al Gran Puerto de Malta para tomar posesión de la isla, cedida por el Emperador del Sacro Imperio Romano Germánico y rey de España, Carlos V; desde entonces la Orden cambió su nombre por el de Orden de Malta —apodada «La Religión»—.
Este priorato de Navarra estaba adscrito a la denominada lengua de Aragón (o de España, donde, junto con el Gran Priorato de Navarra, agrupaba al Gran Priorato de Cataluña y el priorato en la Corona de Aragón, denominado la Castellanía de Amposta). Hasta 1462 también se incluyeron en esta lengua los prioratos existentes en Castilla, León y Portugal.[cita requerida]
En 1957, en un primer estudio a fondo, Santos García Larragueta afirmaba en la cuarta de sus conclusiones finales:

El prior es nombrado por el Maestre de la Orden, previa elección. Su categoría social es elevada: figura entre los prelados del reino y tiene decidida protección real e influencia en la corte. La Orden es prepotente en Navarra y ninguna otra comunidad religiosa puede competir con ella en cuanto a extensión de propiedades, salvo, quizá, Roncesvalles. Veintidós encomiendas, con propiedades en más de 250 localidades, 15 ciudades y villas, 2 aldeas, numerosas iglesias, ocho monasterios y varias casas más prueban su extensión y arraigo.
Santos García Larragueta, El Gran Priorato de Navarra de la Orden de San Juan de Jerusalén, 1957

En la misma línea, años más tarde, José María Muruzábal Aguirre, investigando sobre las bibliotecas, archivos y documentos de la Orden de San Juan de Jerusalén, afirmaba: «En la Navarra medieval y moderna, la Orden de San Juan fue una importantísima institución política, económica y social». A tenor de la documentación, y de forma muy general, resumía las actividades del priorato en tres grupos:
- Actividades internas: capítulos del priorato, nombramientos, obras y reparaciones, administración económica (cobro de pechas, donaciones, censos y rentas, asignación de recursos, entrega de responsiones e impuestos al tesoro común de Malta o Rodas), defensa de su patrimonio y de su autonomía jurídica.
- Relaciones institucionales del reino de Navarra: con la monarquía, la diócesis de Pamplona, la nobleza, las buenas villas, la Corte Mayor de Navarra y el Consejo Real de Navarra, además de las Cortes de Navarra donde el gran prior tenía asiento cuando eran convocadas.
- Relaciones internacionales: tanto dentro del ámbito de la Orden de San Juan como con otros reinos y reyes, así como con el Papado.

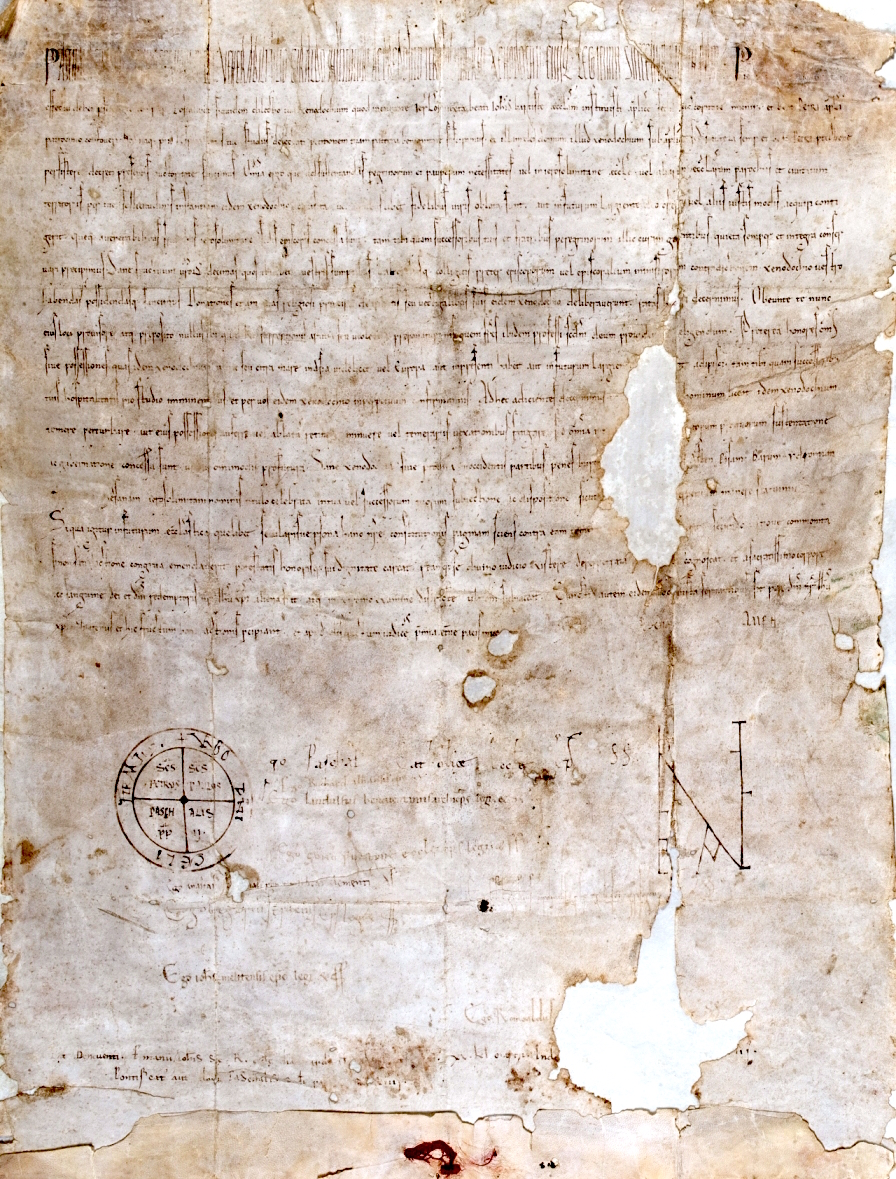
Bula papal Piae postulatio voluntatis, conservada en la Biblioteca nacional de Malta

## Historia

### El nacimiento de la Orden de San Juan de Jerusalén
En la Europa de finales del siglo X, tras varias etapas de inestabilidad política y económica, se registra un renacimiento comercial que propicia el desarrollo de ciudades junto con un auge demográfico propiciado por el aumento de la producción agrícola. Al compás de esta situación europea se conoce el crecimiento de las peregrinaciones motivadas por razones espirituales. Si hasta la fecha era Roma el principal destino de peregrinación de los «romeros» (de «romaeus» en latín, ῥωμαῖος, rōmaîos, en griego bizantino) era Roma, a donde se acudía a venerar la tumba de San Pedro, desde el siglo XI pasa a un segundo plano, ganando en visitas tanto Santiago de Compostela como el mismo Jerusalén. En este segundo caso, además, supuso la apertura a un nuevo territorio lleno de nuevas oportunidades.
Desde el siglo VII Jerusalén era una ciudad bajo dominio islámico a donde los cristianos  acudían libremente «a cambio del pago de un tributo». Esta situación cambió a finales del siglo X cuando los fatimíes llegan a Egipto «y el ambiente religioso del Islam se radicalizó con la aparición de sectas fanáticas integristas de compleja espiritualidad». En 1012 el califa de Egipto, al-Hakim, saquea Jerusalén y destruye el Templo del Santo Sepulcro que permanecería en ruinas hasta el año 1048. En esta fecha el califa al-Mustansir restablece el protectorado sobre la comunidad cristiana y permite al emperador bizantino Constantino Monomaco, que había socorrido al califa con grano para paliar una hambruna padecida, la reconstrucción del templo.
Durante la segunda mitad del siglo se restablecen «las peregrinaciones de fieles desde Occidente y se incrementaron los intercambios comerciales con las ciudades italianas» en especial las naves procedentes de Amalfi, con peregrinos y mercancías, llegaban a las costas de Siria y Egipto siendo «acogidas con agrado por los habitantes de Jerusalén y por el califa de Egipto» suponiendo grandes beneficios para todas las partes. Jerusalén, en esos momentos dividida en cuatro barrios; uno de ellos, junto al templo del Santo Sepulcro, era cristiano, pero con iglesias griegas de rito ortodoxo, no tenía una iglesia de rito romano donde los amalfitanos pudieran celebrar sus oficios religiosos. Obtenido el permiso del califa, construyen la iglesia de Santa María la Latina con un monasterio anejo, un albergue y varias dependencias más para uso religioso y mercantil.
Tras la batalla de Manzikert (1071), y la victoria de los turcos selyúcidas, se torna la situación en Jerusalén para los cristianos encontrando los peregrinos nuevos y mayores peligros, además de un tributo mayor por acceder a la ciudad. Tal situación llevaba a muchos a dormir en la calle llevando la situación a construir un hospicio donde acoger a peregrinos pobres y enfermos. Este hospital, bajo la advocación de San Juan Bautista, era atendido en el 1080 por Gerardo mientras el monasterio femenino era regido por la abadesa Inés. En este contexto, y con una clara vocación asistencial, de atender a los peregrinos en un hospital de Jerusalén, y sin vocación militar aún, nace la orden religiosa conocida con tal nombre y función: Orden del Hospital de San Juan Bautista de Jerusalén. Es en esto años finales del siglo XI cuando se desarrolla la primera cruzada (1095). En 1100 Godofredo de Bouillón, «después de visita la iglesia del Santo Sepulcro, concedió al hermano Gerardo una casa Hospital dedicada a San Juan Bautista sobre el Monte Ebrón para acoger a los peregrinos pobres y enfermos».
El 15 de febrero de 1113 el papa Pascual II dicta la bula Piae postulatio voluntatis, documento confirmatorio de la existencia de la orden, haciendo de este hospital una institución bajo la protección exclusiva del papa.

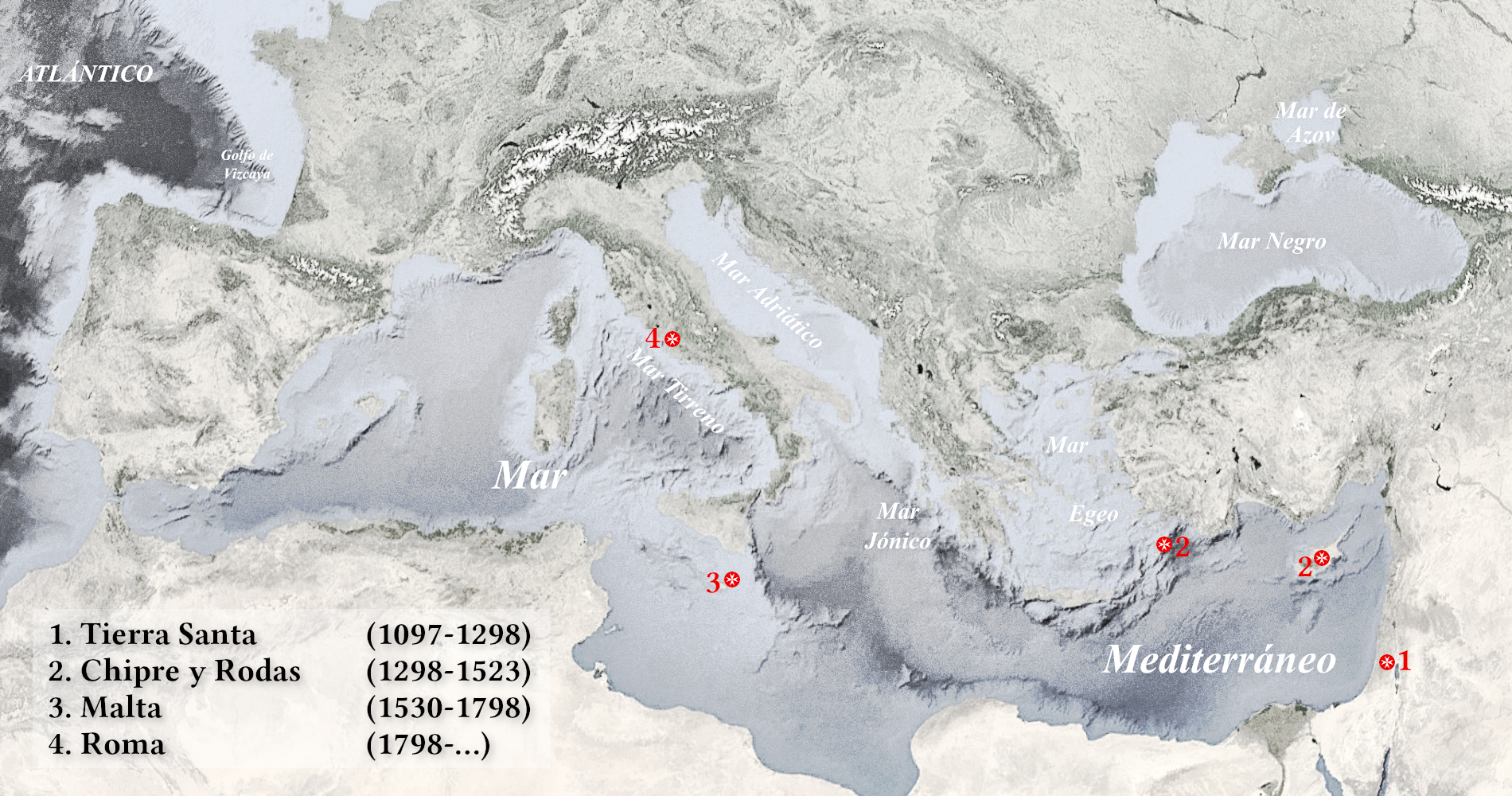
Sedes históricas de la SOM de Malta

### Los hospitalarios en el reino de Aragón y Pamplona
En el caso particular de Navarra, la Orden de San Juan de Jerusalén recibió una primera donación de manos particulares, de Lope Garcés y su mujer que «prometieron en su testamento la entrega de la mitad de Grocin» (1120). A esta promesa continuaron las donaciones del rey de Aragón y Pamplona Alfonso I el Batallador: una heredad, con su collazo, en Astráin (1129), y otro tanto en Larraya (1130), en la cendea de Cizur; «su propio palacio, situado junto al puente, así como la iglesia de Santa María en Sangüesa con sus diezmos y primicias (1131)».
En un primer momento parece que existió «un primitivo Priorato de Navarra-Aragón» (1153) cuyo «primer Gran Prior» fue Guillén de Belmes, aunque no tardaría mucho en segregarse en los posteriores prioratos de Navarra y Aragón (Castellanía de Amposta), entre 1177 y 1185.

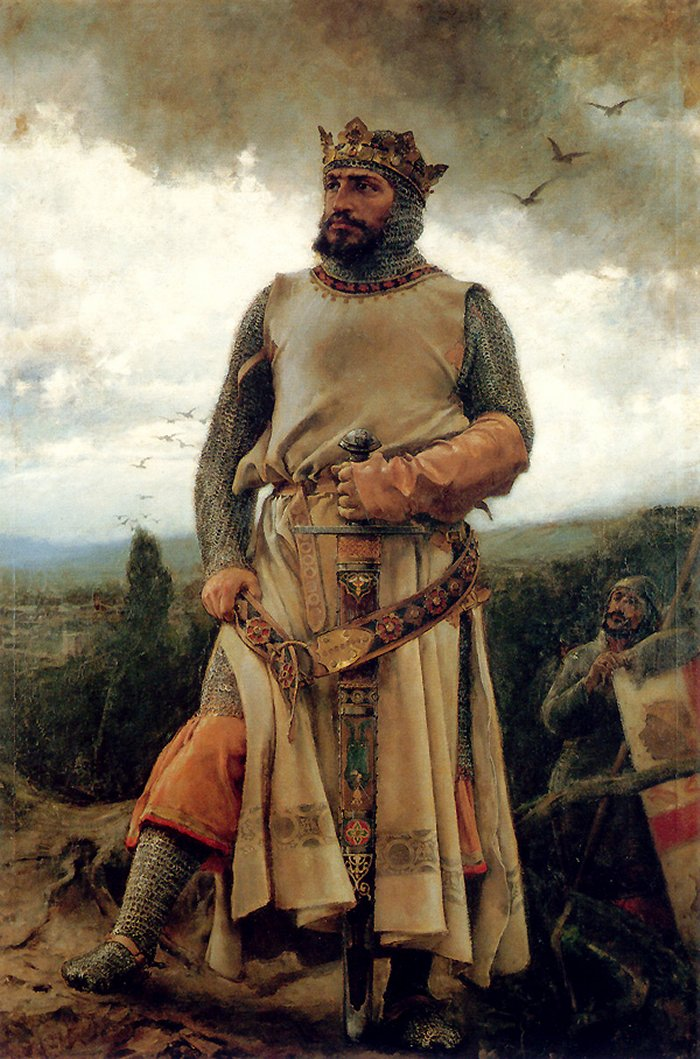
Retrato imaginario del rey Alfonso I de Aragón de Francisco Pradilla y Ortiz.

### El testamento de Alfonso el Batallador
Será en el controvertido testamento de este monarca, notablemente concienciado con el espíritu de cruzada, cuando en octubre de 1131 Alfonso el Batallador nombre como sus herederos y sucesores tanto en su reino de Pamplona como de Aragón (totum regnum meum), «de forma conjunta y solidaria, como si fueran una sola persona (heredem et succesorem relinquo mihi), a las tres órdenes militares» principales: la Orden del Hospital de San Juan de Jerusalén, la Orden de los caballeros del Santo Sepulcro y la Orden del Templo de Salomón, «tanto en el dominio de la tierra, dominatum, como en el gobierno de los hombres, principatum et ius».
Tras la muerte de Alfonso el Batallador «el testamento era imposible de cumplir, pues se oponía a la esencia misma del sistema político vigente, la monarquía, basada en el gobierno de una persona que concentraba la plenitud del poder, y su transmisión por vía hereditaria». Como señalaba el historiador Ángel Martín Duque, «la efectividad del "insólito testamento" no interesó realmente a nadie, ni a los súbditos de la monarquía, ni a los reinos vecinos, ni a las propias órdenes herederas que —como señaló J. M. Lacarra— "no tenían posibilidad alguna de hacerse cargo del poder"».

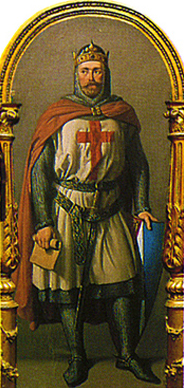
Teobaldo I de Navarra vestido de caballero cruzado. Salón del Trono. Palacio de Navarra.

### Siglos XII-XIII: asentamiento y crecimiento de la orden
Por todo ello, ambos reinos, Pamplona y Aragón, vuelven a separarse buscando las tres órdenes militares soluciones propias en cada caso y con cada una de las partes. En el caso de Aragón concertaron rápidamente con Ramón Berenguer IV (1140-1143) la renuncia de sus derechos sobre el reino recibiendo compensaciones con castillos, villas y tierras. En el caso del reino de Pamplona fue más difícil un acuerdo similar puesto que «la Curia romana no reconoció el título de rey al nuevo soberano ni a su sucesor». Sin embargo, se dio «entre los monarcas navarros y las Órdenes en cuestión una cierta transacción de hecho, afirmada con el transcurso del tiempo y por la prudencia de ambas partes». Tanto García Ramírez el Restaurador como Sancho VI el Sabio supieron favorecer generosamente a los hospitalarios: a las donaciones iniciales de Sangüesa y Cizur Menor fueron añadiendo las villas de Cabanillas y Fustiñana (García Ramírez en 1142), así como sus “palacios” de Estella (1165) y la villa de Pédriz (1174) por parte de Sancho VI el Sabio. En 1195, el rey Sancho VII el Fuerte dona la villa de Leache, que devendrá en sede de una nueva encomienda, y «en 1199 permuta con el prior y frailes unas tierras».
Aunque los propios monarcas mostraron mayor preferencia hacia el Temple, a tenor de sus donaciones, «los dominios templarios no alcanzaron en Navarra las dimensiones de los sanjuanistas, más favorecidos éstos por donaciones privadas». Y es que la conducta ejemplar de los reyes se vio secundada por numerosas donaciones particulares que favorecieron un espectacular incremento de su patrimonio que facilitaron la configuración de las diferentes “encomiendas” y propiciaron la formación del priorato de Navarra.
En 1135 Lope Iñíguez y su esposa dan a los sanjuanistas la iglesia de San Miguel en Cizur Menor, lugar donde los hospitalarios recibirán notables donaciones particulares durante el siglo XII, y donde a inicios del siglo XIII poseerán varias casas y un hospital, el de San Juan, así como sede donde se instalará el convento con iglesia y claustro. Varios documentos de este siglo registran «la entrada de donados con sus propiedades en la órbita de la Orden hospitalaria». En 1189, García Sanz, gran prior, recibe como donados a Ortí Sanz y su esposa, con su heredad. En 1199, «Martín de Subiza dona a la casa de Bargota sus heredades de Lazcano e Idiazábal, y a esta casa dan el noveno de sus rentas, en 1203, Jordán Peleter y su madre».[cita requerida]
En Tudela su presencia se deja sentir desde mediados del siglo XII, en donde tenían tierras, casas e iglesia.
En tiempos de Teobaldo I, el gran prior de Navarra ejerció de árbitro en un pleito entre los nobles y el rey.
Aunque el favor real está congelado, a nivel particular prosiguen recibiendo, o adquiriendo, nuevas heredades y propiedades: «Pedro Guillermo de Bálmez se entrega como donado a la Orden de San Juan, con un molino, prado, cantera y rentas del molino, y además otros privilegios para la casa de Bargota, en 1215. Durante todo el siglo XIII la casa y Hospital de Bargota reciben constantes donaciones, así como la encomienda de Cizur Menor. A mitad del siglo XIII, Mallada, hija de Gil de Atrosillo, ratifica la venta del castillo y villa de Urzante hecha por su marido a los hospitalarios. En 1289, los Mendoza venden la villa de Galar a los hospitalarios por 35.000 sueldos sanchetes».
Como una notable singularidad de esta época del priorato destaca la creación durante un siglo (1212-1316) de su propia escribanía señorial. Como resalta el profesor García Larragueta, «aparte de la cancillería real, no hubo ninguna otra cancillería en el reino de Navarra durante la Baja Edad Media. Ni los príncipes y miembros de la familia del rey, ni los obispos y dignatarios eclesiásticos, ni los señoríos laicos, disponen de un órgano propio para la expedición de sus documentos. Por ello resulta una excepción muy significativa la existencia, aproximadamente de un siglo, de una escribanía creada al servicio de la expedición de documentos de un señorío eclesiástico».

### Siglos XIV-XV: consolidación
Con el paso del tiempo «las cesiones por los monarcas navarros de porciones del patrimonio regio al Hospital, que nunca fueron excesivamente numerosas durante los siglos XII y XIII, dejan casi completamente de existir en los siglos XIV y XV». En estos dos siglos, sin embargo, logran «consolidar definitivamente su integración con el resto de la Iglesia navarra». Los monarcas navarros, como consta «en distintos documentos de Luis I, Felipe III, Carlos II y Carlos III se muestran protectores y benefactores de la Orden de San Juan. La reina Blanca, en 1438, manda se pague al gran prior Juan de Beaumont los gastos del viaje a Rodas que hará acompañando a su hijo, el príncipe Carlos, quien ocho años más tarde manda a instancias del mismo prior que se restituya a la orden los bienes que se les hubiesen retenido.  En 1498, Catalina de Foix llama al gran prior de Navarra para consultas a Pamplona, antes de partir hacia "sus señoríos allende los puertos"»
Al mismo tiempo, además, los sanjuanistas «mantuvieron una estrecha vinculación con el pontificado» y «también tuvieron intensos contactos con el clero del reino en todos sus niveles». En conjunto, «el número de templos navarros vinculados a la Orden de San Juan aumentó» logrando así conservar «una gran relevancia» en lo referente a su «faceta más propiamente eclesiástica».
En 1313, tras la disolución del Temple, todos sus bienes «pasan a manos de los sanjuanistas ante la extinción de aquella (1307-1312)». Ribaforada fue de los templarios hasta 1313, fecha en que pasa a ser de los hospitalarios. Con la transformación de encomienda templaria de Puente la Reina en sanjuanista, conocerá una pujanza que llevará a que en 1443 la encomienda de Puente sea muy poderosa: «El gran prior de Navarra Juan de Beaumont (1435-1487) trasladó allí su residencia y promovió la conversión de la parroquia de Santa María de los Huertos en convento y hospital de frailes sanjuanistas».
A finales de la Edad Media, los hospitalarios se verán inmersos en las disputas nobiliarias entre agramonteses y beaumonteses afectando al gobierno de los sanjuanistas. El gran prior Berenguer Sanz de Berrozpe será consejero de Fernando el Católico tras la conquista de Navarra por las tropas castellanas.

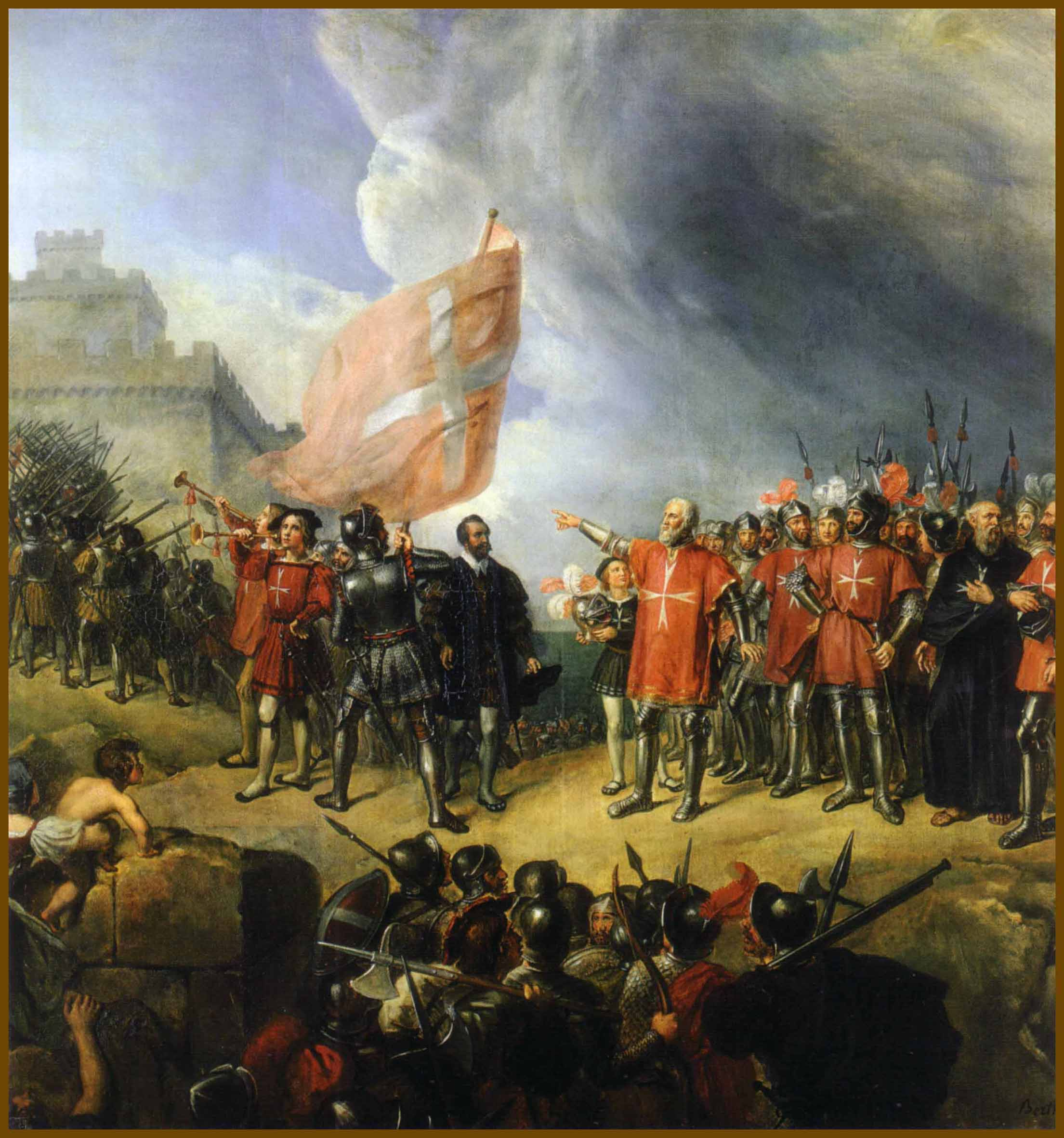
Toma de posesión de Malta el 26 de octubre de 1530 por Felipe de Villiers, Gran Maestre de la Orden de Malta. Pintura de René Théodore Berthon (Col. Palacio de Versalles)

### Siglos XVI-XIX: del exhaustivo control a la desamortización
Durante los tres siglos de la Edad Moderna, se manifiesta en la temática documental una fluctuación hacia un exhaustivo control económico-administrativo con la presencia de «gruesos informes contienen cuentas, inventarios de fincas y otras posesiones» de la Orden de Malta. Quedan registros «de todo tipo» donde se describe «la vida de los sanjuanistas en los más variados aspectos: arte, construcciones, pleitos, capítulos, nombramientos, etc.».
Durante esta época moderna las relaciones con la monarquía decaen notablemente excepto en la primera mitad del siglo XVI. Todavía coletean los conflictos nobiliarios y dinásticos entre navarros y, mientras se aproxima la conquista castellana, son frecuentes las «fricciones entre el gran prior y los reyes de Navarra por motivo de nombramientos, pago de impuestos, incomparecencias, ausencia del arzobispo de Pamplona, deslealtad del Conde de Lerín, etc». El panorama cambia tras la conquista llevada a cabo por el duque de Alba, y los nuevos reyes españoles ofrecen una decidida protección a la Orden de San Juan de Jerusalén que se testimonia cuando «en el año 1521 el rey Carlos I confirma a la Orden todos los privilegios y exenciones concedidas por sus antepasados y la Santa Sede, confirmación que será repetida por Felipe II en 1560».
Documentalmente hay constancia de la actividad internacional sanjuanista centrada durante los albores del siglo XVI en la lucha contra la pujante presencia turca en el Mediterráneo: «en los veinte primeros años de la centuria se hacen constantes peticiones de ayuda a Navarra y España por Rodas, los estados de Oriente e Italia» En diciembre de 1522 cae Rodas ante los turcos, como explica  Felipe de Villiers un documento de 1524. En consecuencia el siguiente objetivo de la Orden sería Malta como así expone en 1551 el gran maestre Juan de Homedes «al prior de Navarra el establecimiento de un tributo de 30.000 escudos de oro para defender Malta y Trípoli».
En el siglo XVII remiten los ataques turcos conforme se debilita el imperio otomano. Igualmente decaerá la relevancia de la Orden de Malta y, con ello, menguan las evidencias documentales en lo referente a las relaciones internacionales. A nivel interno, en el siglo XVIII, especialmente durante la segunda mitad, se registra una «resistencia a someterse a la jurisdicción real, pagar cuarteles y alcabalas, y aceptar intromisiones de la autoridad eclesiástica, como los planes beneficiales de los obispos y el pago de diezmos. El cambio de los tiempos chocaba con los privilegios, exenciones y jurisdicción especial a los que se aferraba la venerable Orden de San Juan de Jerusalén. Estaba próxima su agonía, por obra de los regímenes liberales».

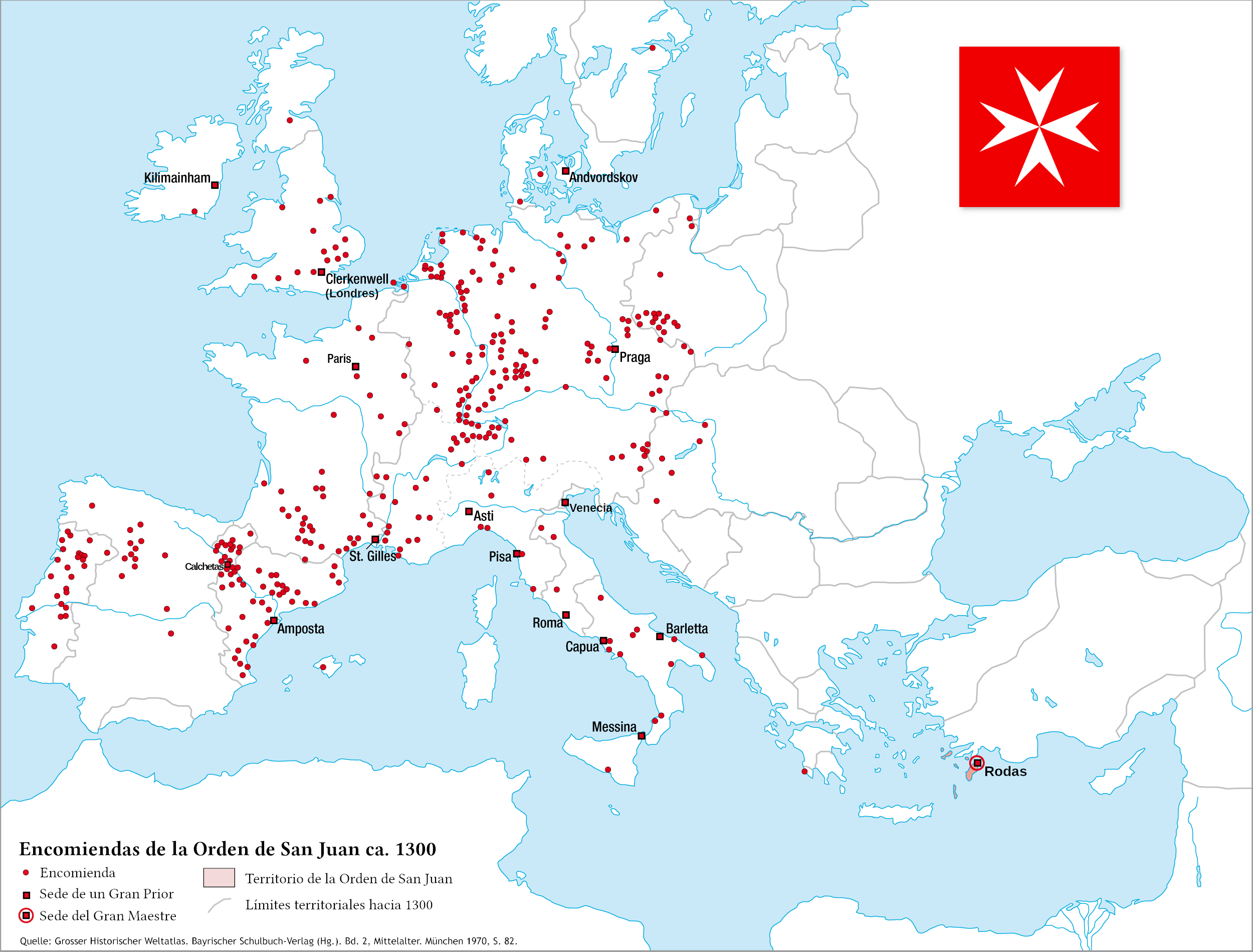
Mapa europeo de encomiendas sanjuanistas (hacia 1300)

## Implantación y organización
Durante su etapa inicial fue determinante el impulso derivado del testamento de Alfonso I el Batallador por el incremento de las posesiones sanjuanistas en Navarra, pero no lo fue menos la posterior disolución de la Orden del Temple a principios del siglo XIV:

La importancia que tuvo esta Orden en el reino de Navarra durante el siglo XII se ve incrementada notablemente al ordenar don Luis I de Navarra que todos los bienes y heredades de los Caballeros Templarios pasaran a la Orden de San Juan de Jerusalén, con fecha de 23 de abril de 1313. Esta disposición es reforzada por la del príncipe don Carlos, que luego sería Carlos II, como lugarteniente del reino, de 14 de abril del año 1346, ordenando que las posesiones usurpadas a la Orden de San Juan fueran restituidas.
Francisco Javier Pérez de Rada y Díaz de Rubín, marqués de Jaureguízar, 2003

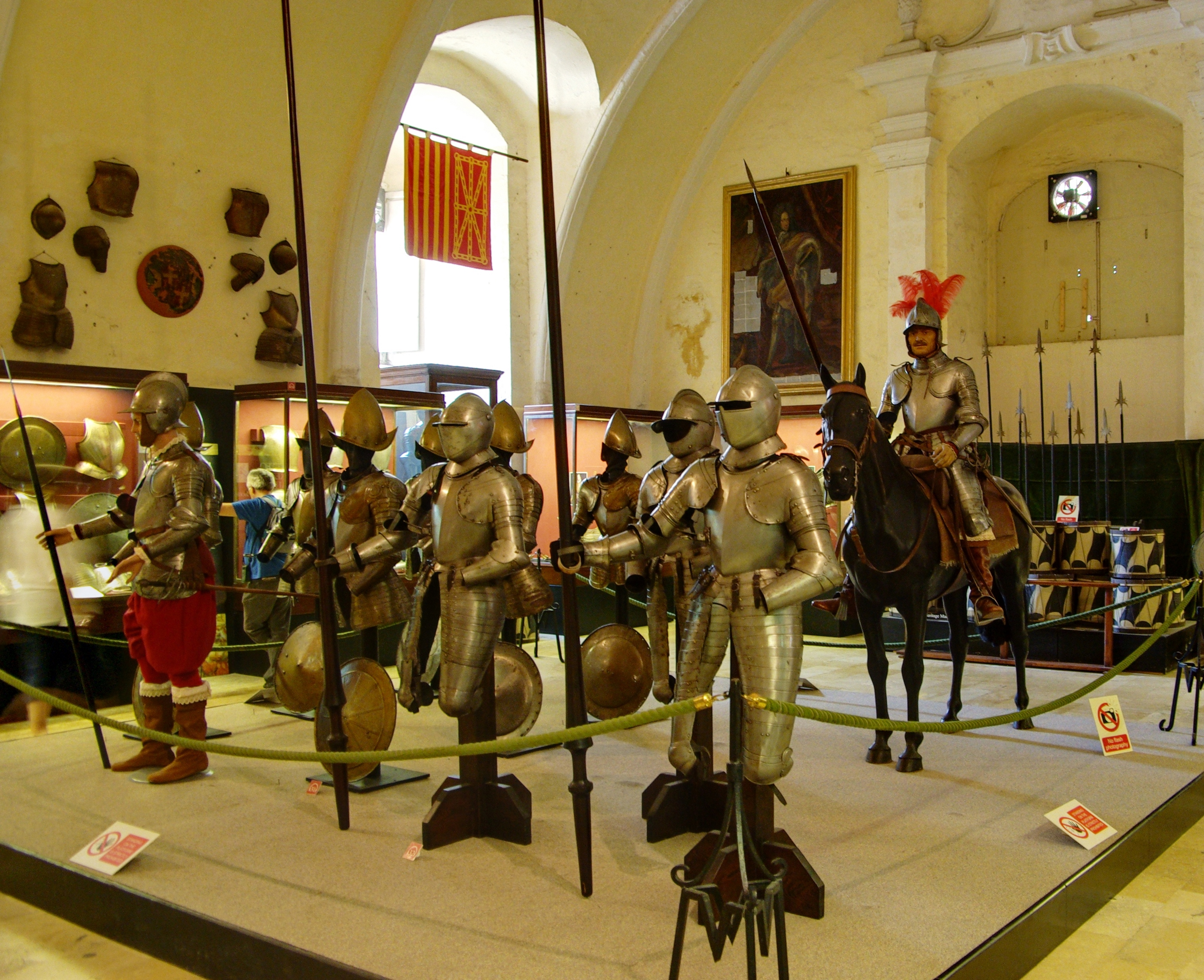
Armería del Palacio del Gran Maestre (La Valeta), donde se observa un estandarte colgado frente al ventanal representando la Lengua de Aragón y Navarra.

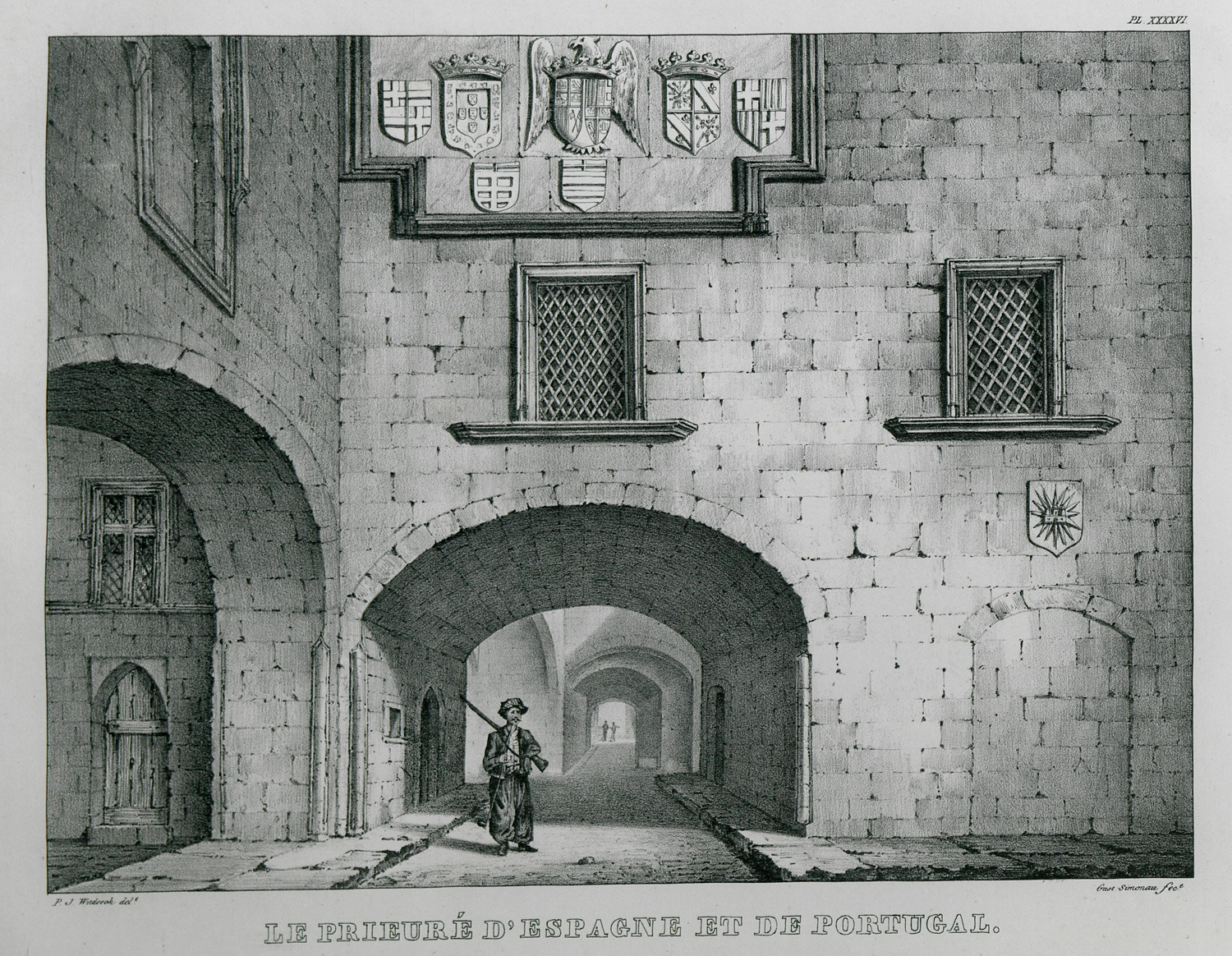
El albergue de la Lengua de España y Portugal en la ciudad medieval de Rodas. (Rottiers Bernard Eugène Antoine. Monuments de Rhodes [Album], Brussels, Mme V. A. Colinez, 1828).

Insignia de la Soberana Orden Militar de San Juan de Jerusalén, Rodas y Malta

### Lenguas, prioratos, bailiajes y encomiendas
Lejos de ser rigurosos y categóricos, ya que durante los siglos de existencia de la Orden de San Juan de Jerusalén fueron variando estas cantidades, existían varios tipos de demarcaciones de diferentes niveles y composición: lengua, priorato, bailiaje y la encomienda. 

### Estructura internacional: las Lenguas
En 1327 la Orden del Hospital de San Juan de Jerusalén estaba dividida en siete lenguas:Provenza (con los Prioratos de Saint-Gilles, el más antiguo de todos, y Tolosa), Auvernia, Francia (con Aquitania y Champaña), Italia (con Lombardía, Roma, Venecia, Pisa, Barletta y Messina), Aragón  (con Aragón, Compostela, Cataluña y Navarra), Inglaterra (con Irlanda y Escocia) y Alemania (con Heitersheim, Bohemia, Austria, Hungría, Escandinavia o Dacia y Polonia). En 1462, separándose de la Lengua de Aragón, se crea una octava, la Lengua de Castilla y Portugal (incluyendo Castilla, León y Lusitania). Cada lengua «estaba compuesta por Grandes Prioratos y Prioratos y estos por Encomiendas». En algunos casos, y lugares, también existían «Bailiatos Capitulares», más pequeños y menos numerosos que los prioratos. En la sede de Rodas «cada Lengua estaba a cargo de un Pilier (Pilar)» y también «los Caballeros de cada Lengua estaban reunidos en su propia residencia, o albergue, de tal forma que el Convento se convirtió en agrupamiento de casas religiosas nacionales». El número de los prioratos «llegaron a ser 25 en toda la Orden». Respecto a las encomiendas, «que agrupaban los bienes de la Orden en un determinado ámbito local o comarcal» se llegaron a contabilizar en total 656 encomiendas.
Así, por ejemplo, en el priorato de Aragón (llamado habitualmente como Castellanía de Amposta tenía un priorato, una bailía, en Caspe y una treintena encomiendas) o en el priorato de Castilla (donde se registran tres bailías de Nueve Villas de Campos, Lora del Río y Santo Sepulcro de Toro, además de una treintena de encomiendas). Para el caso del priorato de Navarra solamente se menciona la figura de la encomienda.[cita requerida]

### Estructura territorial: las encomiendas en Navarra
Tanto hospitalarios como templarios «vivían en conventos, en general, fortificados y con iglesias», que oficiaban de sedes de los extensos dominios territoriales adyacentes incluyendo tanto las tierras como las poblaciones dependientes. Esta unidad patrimonial recibía el nombre de encomienda «porque mandaban recursos a sus casas centrales en Tierra Santa y luego a Rodas» y al frente se colocaba a un comendador. Se agrupaban en prioratos que eran las demarcaciones territoriales gobernadas por un prior.

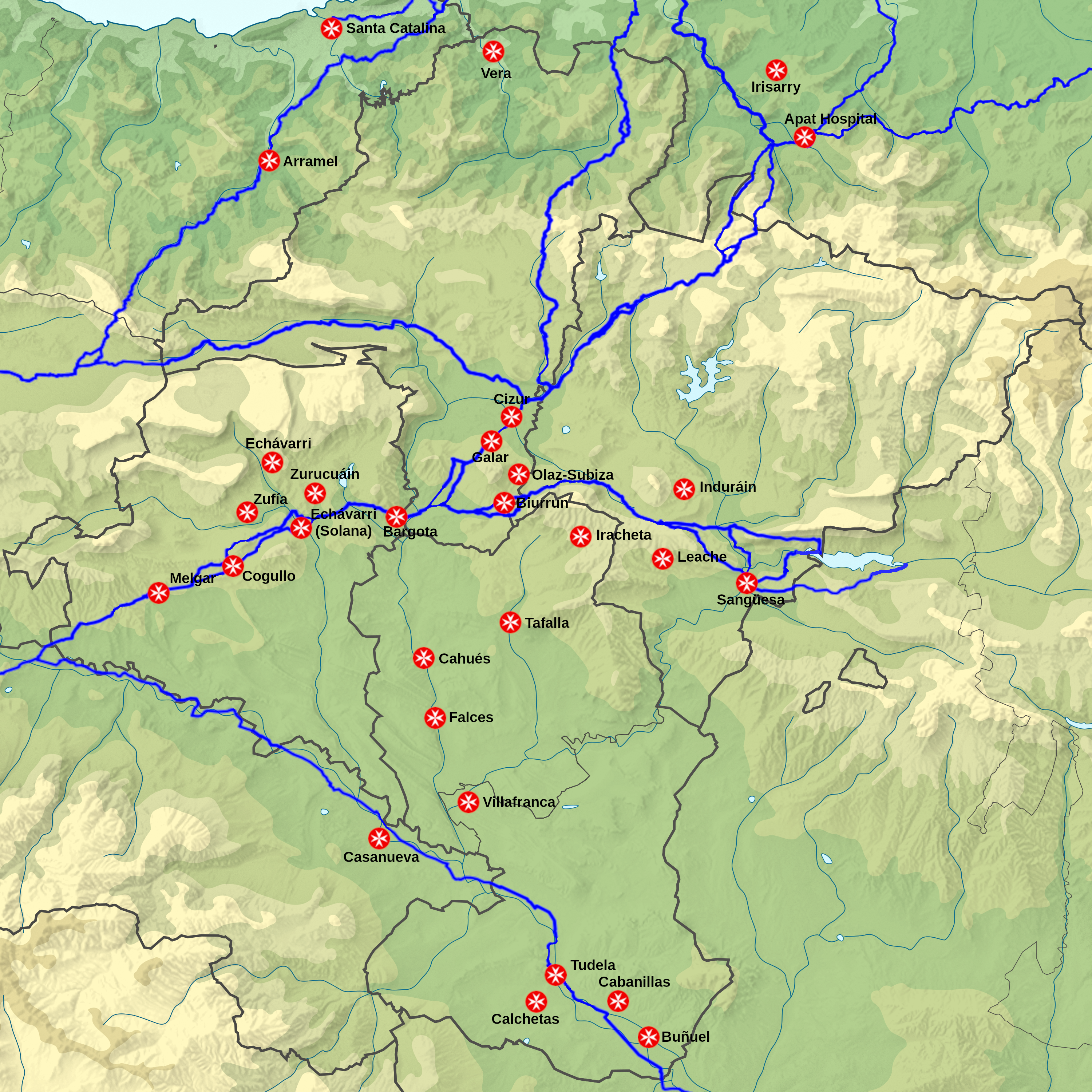
Mapa de las encomiendas originarias pertenecientes al Gran Priorato de Navarra. No se incluyen las templarias.

A nivel del priorato de Navarra, la conformación del mapa comendaticio se fue dibujando al ritmo de las propiedades adquiridas, bien por compras bien por donaciones recibidas, desde la segunda mitad del siglo XII «diseñando una homogénea y rentable retícula patrimonial». En esta gestación patrimonial las encomiendas primigenias se instauran en núcleos de población grandes, o muy cerca de ellos: Sangüesa, Cizur (junto a Pamplona), Calchetas (junto a Tudela) y Echávarri (junto a Estella).
En comparación proporcional con Castilla y León, las posesiones navarras de la orden hierosolimitana representarían la mitad de las castellanoleonesas, contrastando con una superficie territorial considerablemente inferior. Dentro del contexto de los siglos XII y XIII, el patrimonio hospitalario parece ser el mayor de todas las órdenes religiosas instaladas en el reino de Navarra. Sólo el hospital de Roncesvalles y el monasterio de Leyre pueden haber tenido un número de propiedades similar o superior.
Desde 1173, gracias al impulso de Sancho VI de Navarra, este mapa comendaticio coincidiría prácticamente con el propio del reino y experimentó un fuerte desarrollo que sirvió para conformar un gran priorato con más de veinte encomiendas a partir del siglo XIII; en contraste frente a esta pujanza hospitalaria, por ejemplo, los templarios apenas tuvieron dos encomiendas (Ribaforada y Aberin) que dependían de la autoridad prioral aragonesa.
Se puede contabilizar que las donaciones realizadas por García Ramírez y sus nobles, dirigidas principalmente a los templarios, mientras que Sancho VI y su corte hizo lo propio principalmente hacia los hospitalarios. Las posesiones sanjuanistas, repartidas por la geografía del reino, serían:
- En el área de Sangüesa: Santa María de Sangüesa, Iracheta, Leache, Biurrun e Induráin.
- En el área de Cizur: Cizur Menor, Galar y Olaz-Subiza.
- En el área de Estella: Echávarri, Zufía, Bargota, Cogullo-Melgar, Mañeru y Cirauqui.
- En la Ribera navarra: Calchetas (incluyendo Pédriz y Urzante), Cahués, San Adrián, Falces, Villanueva, Cabanillas, Fustiñana y Buñuel.
- En el área de Ultrapuertos: Amat Hospital e Irisarri (a veces se cita también Mendive y Lauríbar).
- En el área de Guipúzcoa: Arramel (junto a Tolosa) y Santa Catalina (San Sebastián).

En Navarra, la figura del priorato se configuró a partir de 1172.[cita requerida] Para el siglo XII se registró una red formada por 17 encomiendas; en el siglo XIII creció hasta 21; para la decimocuarta centuria la suma alcanzó la cifra de 28, disminuyendo en la centuria siguiente hasta media docena aproximadamente. Además, la Orden del Hospital contaba con 14 villas, 21 iglesias y propiedades en más de 250 localidades, a lo que en 1313 sumó todas las propiedades del Temple. El gran prior estaba a su cabeza, y dependiendo de él un número variable de comendadores, entre los doce y veintiocho, que refleja la flexibilidad y el dinamismo del sistema comendaticio.

### Encomienda prioral, magistral y responsiones
Además, entre otros elementos organizativos, también era frecuente que dentro de los prioratos a algunas encomiendas se las calificara, en algunos momentos, con títulos como «cámara prioral» (o encomienda prioral) o «cámara magistral» (o encomienda magistral) haciendo alusión a que tales demarcaciones sostenían directamente los gastos del prior o del gran maestre de la orden. Generalmente las encomiendas más rentables se asignaban a tales sostenimientos económicos y, por tanto, eran normales las variaciones en diferentes momentos de tales títulos para diversas encomiendas dentro de un mismo priorato. 
Los responsiones era una cantidad aportada anualmente por cada encomienda al "Común Tesoro" de Rodas o de Malta, según el momento. Tales fondos sostenían las empresas generales de la Orden de San Juan de Jerusalén en los territorios orientales (Tierra Santa, etc.). Así, en 1474 se tiene noticia de que «el priorato navarro no estaba al día de estos pagos y, para satisfacerlos, tuvo que arrendar las encomiendas de Ribaforada, Cabanillas, Buñuel y Fustiñana».
En 1516, a imitación del general, el Gran Priorato de Navarra tiene un "Común Tesoro" y, a diferencia de «los siglos XII y XIII en que el gran prior no tenía una sede fija», se cuenta con una casa prioral durante el siglo XIV, en Tudela, y en el siglo XVI, en Pamplona.

### Regla y estatutos
Entre la documentación preservada en el Archivo Histórico Nacional correspondiente al gran priorato de Navarra se conserva el códice conocido como "Libro de los Statutos de la Religión de San Juan" redactado en lengua occitana «contiene la Regla y los Estatutos del Hospital» y consta de 19 capítulos. Raimundo de Puy, sucesor del hermano Gerardo (1120), es considerado tradicionalmente el autor de la Regla aunque no se conserva la redacción original. En ella se «exige a los hospitalarios la observancia de los consejos evangélicos de castidad, pobreza y obediencia, destacando además la obligación de recibir a pobres y enfermos, de asistirlos y cuidarlos espiritual y materialmente, aun antes que a sí mismos; por otra parte, establece la obligación de predicar la Hospitalidad con el fin de recabar limosnas para los pobres y para los enfermos». Los capítulos que se presentan «agrupados en dos partes diferentes: la segunda parte (los 4 últimos capítulos) quizá fuera redactada para atender las necesidades aparecidas en épocas posteriores a Raimundo du Puy». En la primera parte (capítulos 1 a 15) es el núcleo principal mostrando «unidad en su redacción, estableciendo las principales obligaciones de los freyres, el reglamento interno de las comunidades, las oraciones que han de rezarse a su muerte y las penas para los que no cumplan sus votos». Dentro de los últimos capítulos de esta parte, «se habla de la recepción de enfermos, trato entre los freyres y vestimenta que deben usar los mismos».
Esta primera regulación «pronto se consideró insuficiente» para el buen gobierno de la Orden «por lo que los sucesivos Capítulos Generales, máximo órgano legislativo de la misma, elaboraron nuevos Estatutos a partir de 1176-1181, bajo el mandato del Maestre Jobert». Estas primeras redacciones se hacían en latín, «pero los caballeros, habituados más al manejo de las armas que a ocupaciones de índole intelectual, desconocían el latín y por ello el Maestre Alfonso de Portugal hacia 1201 dispuso que se tradujeran en lengua vulgar».

### Estructura interna
En la estructura interna del priorato de Navarra, el prior ostenta el cargo de mayor jerarquía administrativa y gubernativa. Su nombramiento lo realizaba el Gran Maestre de la Orden, «previa elección de los freires comendadores del priorado». En el Capítulo General celebrado en San Juan de Acre el 12 de septiembre de 1200 se empieza a regular el funcionamiento interno marcando normas de actuación y organización. Por ejemplo, «cuando muere un prior, el baile —comendador— en cuya baylía muera, debe convocar a 12 freires bayles del mismo priorado, que elijan sucesor».
Al frente de cada encomienda, o bailía, se encontraba un comendador que podía ser ayudado por un subcomendador, un prior, un capellán y un diácono. También existían otros cargos como los de clavero, camerario, armígero y médico. Dentro de la comunidad, había la misma división entre: freiles caballeros (miles), que debían ser nacidos de legítimo matrimonio y limpios de sangre, y freires sirvientes, o sargentos de armas, sometidos a la vida regular, que se habían comprometido con los tres votos y llevaban vida comunitaria. A cargo de estos últimos se encontraban los pobres y enfermos. 

## Priores de Navarra y comendadores (siglosXII-XVIII)
Aunque con algunas lagunas e imprecisiones a subsanar con el tiempo, según las fuentes documentadas, la lista de grandes priores de Navarra desde el siglo XII hasta el siglo XVIII sería:

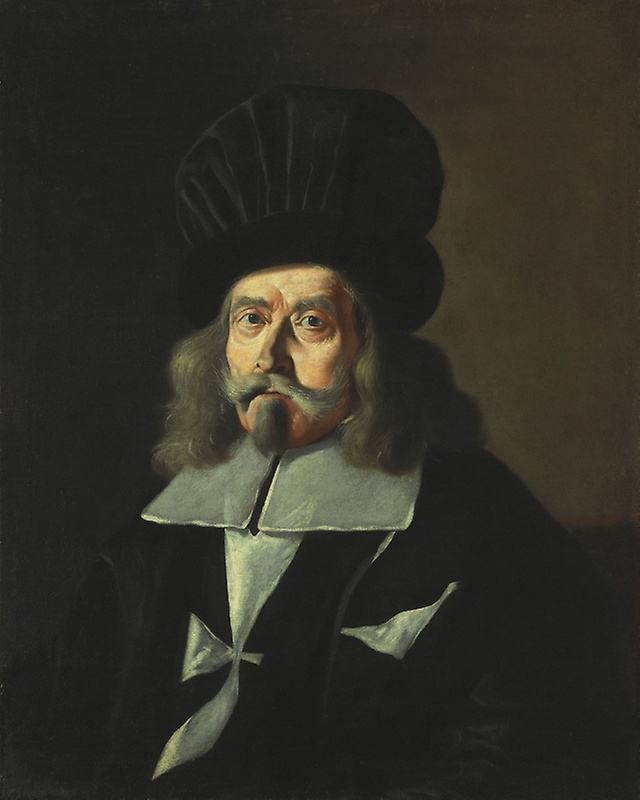
Martín de Redín y Cruzat, Gran Prior de Navarra y Gran Maestre de la Orden de Malta. Pintura de Mattia Preti (The Art Institute of Chicago).

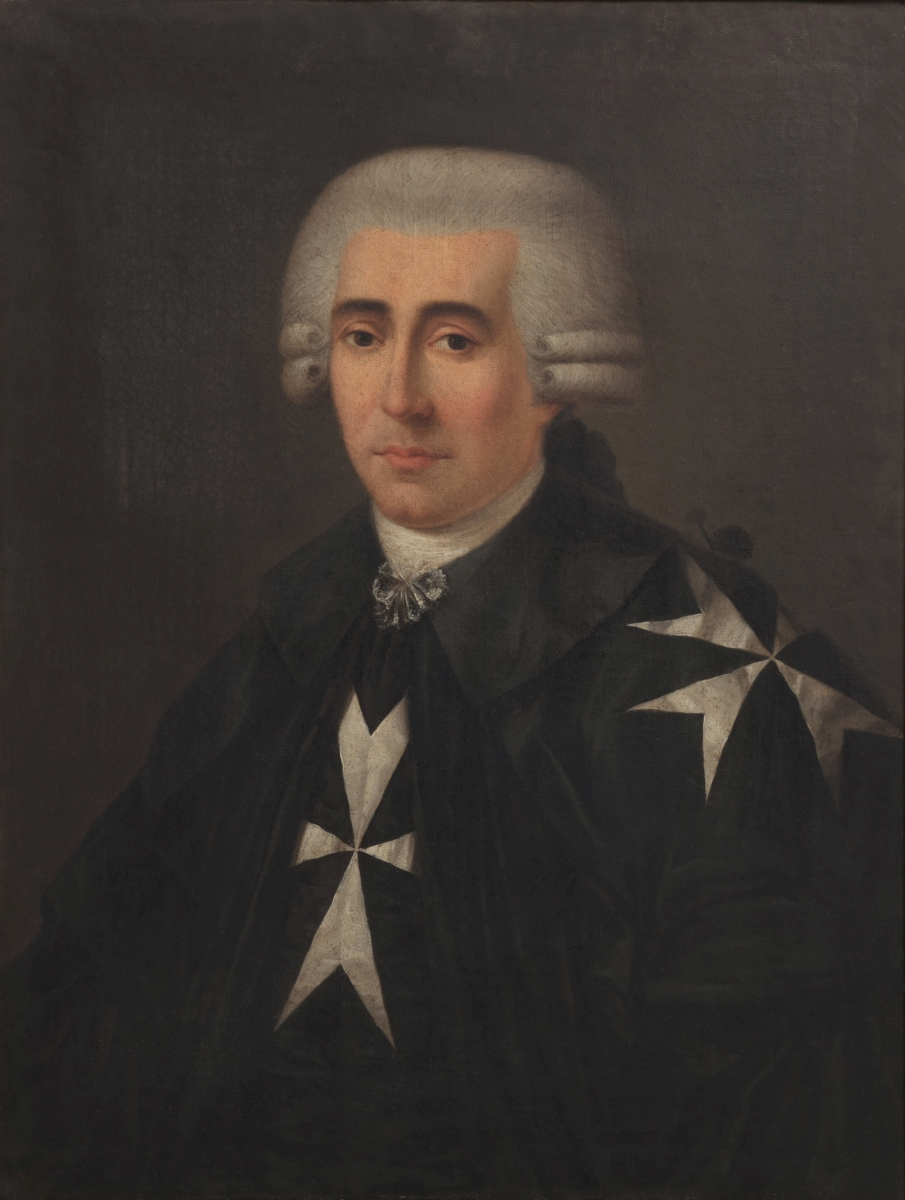
Francisco Jiménez de Tejada y Eslava, Gran Prior de Navarra y Gran Maestre de la Orden de Malta.

|                                                   | Nombre                               | Fechas como prior                             | Encomiendas y otros cargos                                                           |
| ------------------------------------------------- | ------------------------------------ | --------------------------------------------- | ------------------------------------------------------------------------------------ |
| O R D E N D E S A N J U A N D E J E R U S A L É N | Guillem de Belmes                    | enero de 1153 - octubre de 1156               |                                                                                      |
| O R D E N D E S A N J U A N D E J E R U S A L É N | Miro de Soria                        | enero de 1163 - noviembre de 1167             |                                                                                      |
| O R D E N D E S A N J U A N D E J E R U S A L É N | García Ramírez                       | septiembre de 1172 - abril de 1174            |                                                                                      |
| O R D E N D E S A N J U A N D E J E R U S A L É N | Guillermo                            | diciembre de 1176                             |                                                                                      |
| O R D E N D E S A N J U A N D E J E R U S A L É N | Rodrigo                              | 14 de junio de 1180                           |                                                                                      |
| O R D E N D E S A N J U A N D E J E R U S A L É N | Poncio de Nordach                    | octubre de 1183                               |                                                                                      |
| O R D E N D E S A N J U A N D E J E R U S A L É N | García Sanz de Echávarri             | 30 de noviembre de 1185 - 16 de marzo de 1196 |                                                                                      |
| O R D E N D E S A N J U A N D E J E R U S A L É N | Jimeno de Murieta                    | septiembre de 1196 - junio de 1214            | Calchetas                                                                            |
| O R D E N D E S A N J U A N D E J E R U S A L É N | Frontín de Aldaba                    | diciembre de 1215 - mayo de 1223              | Casanueva                                                                            |
| O R D E N D E S A N J U A N D E J E R U S A L É N | Ramiro de Falces                     | 1225-1231                                     | Casanueva                                                                            |
| O R D E N D E S A N J U A N D E J E R U S A L É N | García Artiga                        | 1232-1234                                     | Calchetas, Bargota, Cizur                                                            |
| O R D E N D E S A N J U A N D E J E R U S A L É N | Juan Íñiguez                         | 1233-1237                                     |                                                                                      |
| O R D E N D E S A N J U A N D E J E R U S A L É N | García Artiga                        | 1234-1240                                     | Gran Comendador                                                                      |
| O R D E N D E S A N J U A N D E J E R U S A L É N | Juan Martínez de Mañeru              | julio de 1240 - 1 de abril de 1250            |                                                                                      |
| O R D E N D E S A N J U A N D E J E R U S A L É N | Diego Pérez                          | 6 de marzo de 1251                            | Casanueva                                                                            |
| O R D E N D E S A N J U A N D E J E R U S A L É N | Juan Jiménez de Obanos               | 4 de marzo de 1252 - 14 de enero de 1269      |                                                                                      |
| O R D E N D E S A N J U A N D E J E R U S A L É N | Pedro Sánchez de Igúzquiza           | 27 de marzo - 25 de octubre de 1269           | Bargota, Echávarri, Lugarteniente de prior                                           |
| O R D E N D E S A N J U A N D E J E R U S A L É N | Ramón de Crebayn                     | 12 de febrero de 1270                         | Zaragoza, Baiolas, Lugarteniente del Gran Comendador                                 |
| O R D E N D E S A N J U A N D E J E R U S A L É N | Pedro Miguel de Iriberri             | 11 de mayo de 1270                            | Fustiñana, Iracheta, Calchetas, Funes, Biurrun, Lugarteniente de prior               |
| O R D E N D E S A N J U A N D E J E R U S A L É N | Enrique de Vervilla                  | 15 de febrero de 1273 - 10 de julio de 1283   |                                                                                      |
| O R D E N D E S A N J U A N D E J E R U S A L É N | Pedro Miguel de Iriberri             | 19 de enero de 1284 - 1 de septiembre de 1284 | Fustiñana, Iracheta, Calchetas, Funes, Biurrun, Lugarteniente de prior               |
| O R D E N D E S A N J U A N D E J E R U S A L É N | Juan de Nancin                       | 23 de marzo de 1285 - 23 de marzo de 1286     |                                                                                      |
| O R D E N D E S A N J U A N D E J E R U S A L É N | Ramón de Crebayn                     | 29 de enero de 1287 - 16 de agosto de 1291    |                                                                                      |
| O R D E N D E S A N J U A N D E J E R U S A L É N | Pedro Miguel de Iriberri             | 22 de noviembre de 1291 - 19 de marzo de 1297 | Fustiñana, Iracheta, Calchetas, Funes, Biurrun, Lugarteniente de prior               |
| O R D E N D E S A N J U A N D E J E R U S A L É N | Jordán de Chalderach                 | 23 de agosto de 1297 - 1302                   |                                                                                      |
| O R D E N D E S A N J U A N D E J E R U S A L É N | Guy de Severach                      | 1302-1312                                     |                                                                                      |
| O R D E N D E S A N J U A N D E J E R U S A L É N | Pedro de Chalderach                  | 1312-1316                                     |                                                                                      |
| O R D E N D E S A N J U A N D E J E R U S A L É N | Artal de Echavano                    | 1318-1332                                     | Calchetas, Tudela, Lugarteniente de prior                                            |
| O R D E N D E S A N J U A N D E J E R U S A L É N | Jarentón de Orchano                  | 1335-1339                                     |                                                                                      |
| O R D E N D E S A N J U A N D E J E R U S A L É N | Garin de Castelnou                   | 1342-1346                                     |                                                                                      |
| O R D E N D E S A N J U A N D E J E R U S A L É N | Marquès de Gozón                     | 1348-1349                                     |                                                                                      |
| O R D E N D E S A N J U A N D E J E R U S A L É N | Austorgius de Caslucio               | 1350-1357                                     |                                                                                      |
| O R D E N D E S A N J U A N D E J E R U S A L É N | Monteolivo de Laya                   | 1358-1381                                     | Lugarteniente general del reino con Carlos II de Navarra.                            |
| O R D E N D E S A N J U A N D E J E R U S A L É N | Martín Martínez de Olloqui           | marzo de 1383-1433                            | Calchetas                                                                            |
| O R D E N D E S A N J U A N D E J E R U S A L É N | Juan de Beaumont                     | 1435-1487                                     |                                                                                      |
| O R D E N D E S A N J U A N D E J E R U S A L É N | Pedro de Espinal                     | 1487-1491                                     |                                                                                      |
| O R D E N D E S A N J U A N D E J E R U S A L É N | Berenguer Sanz de Berrozpe           | 1491-1513                                     |                                                                                      |
| O R D E N D E S A N J U A N D E J E R U S A L É N | Juan López Vélaz de Eulate           | 1523-1532                                     |                                                                                      |
| O R D E N D E M A L T A                           | Gregorio Morgut                      | 1532                                          |                                                                                      |
| O R D E N D E M A L T A                           | Francisco Pasquier                   | 1540-1559                                     |                                                                                      |
| O R D E N D E M A L T A                           | Juan Cerdán de las Cortes            | 1566                                          |                                                                                      |
| O R D E N D E M A L T A                           | Luis Cruzat                          | 1570-1591                                     |                                                                                      |
| O R D E N D E M A L T A                           | Miguel Cruzat                        | 1591-1602                                     | Cogullo y Melgar                                                                     |
| O R D E N D E M A L T A                           | Bernardo de Ezpeleta                 | 1602-1617                                     |                                                                                      |
| O R D E N D E M A L T A                           | Martín de Larrea                     | 1609                                          | Lugarteniente de prior                                                               |
| O R D E N D E M A L T A                           | Miguel de Rada                       | 1619                                          |                                                                                      |
| O R D E N D E M A L T A                           | Martín de Redín y Cruzat             | 1625-1657                                     | Calchetas, Leache, virrey de Sicilia y Gran Maestre de la Orden de Malta (1657-1660) |
| O R D E N D E M A L T A                           | Juan de Galdiano                     | 1672                                          |                                                                                      |
| O R D E N D E M A L T A                           | Miguel Ximénez                       |                                               | Lugarteniente de prior                                                               |
| O R D E N D E M A L T A                           | José de Galdiano                     | 1709                                          |                                                                                      |
| O R D E N D E M A L T A                           | Francisco Barragán y Novar           | 1720                                          |                                                                                      |
| O R D E N D E M A L T A                           | Antonio Escudero                     | 1755                                          |                                                                                      |
| O R D E N D E M A L T A                           | Francisco Jiménez de Tejada y Eslava | 1771                                          | Villafranca, Gran Maestre de la Orden de Malta (1773-1775)                           |
| O R D E N D E M A L T A                           | Sebastián de Sarasa                  | 1775-1783                                     |                                                                                      |
| O R D E N D E M A L T A                           | Pedro de Acedo y Mirafuentes         | 1783-1798                                     | Calchetas                                                                            |

## Priores de Navarra y comendadores (siglos)

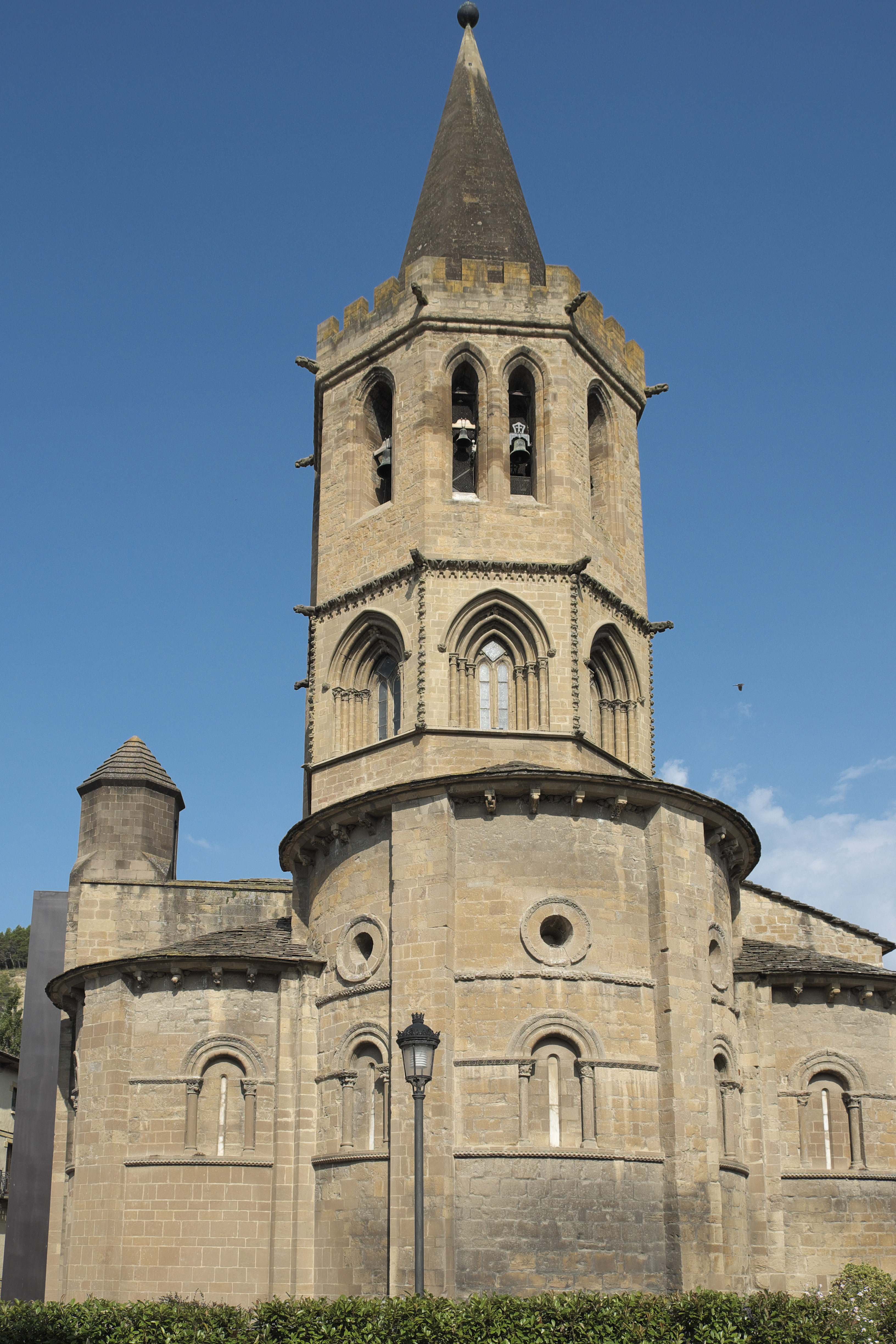
Santa María la Real (Sangüesa)

## Encomiendas de la Merindad de Sangüesa
A la inicialmente creada en la ciudad de Sangüesa se fueron sumando otras conforme alcanzaban entidad suficiente para requerir una gestión más concreta. En algunas ocasiones algunas de ellas compartían comendador.[cita requerida] Aunque a esta merindad habría que añadir las ubicadas en Ultrapuertos, se sigue la segmentación popular tratándolas por separado.

### Encomienda de Sangüesa
Las primeras menciones documentadas sobre las donaciones realizas a los hospitalarios se registran a mediados del siglo XII en la comarca de Sangüesa, en la Navarra oriental, donde reciben varias donaciones en Santa Eulalia, Rivas, Murillo y Uncastillo. La situación geoestratégica de Sangüesa, en la frontera con el vecino reino de Aragón, sobre la ruta del Camino de Santiago francés que, procedente de Somport, confluye en Puente la Reina con la vía que viene de Roncesvalles, facilitó la prosperidad de estas posesiones. El mismo Alfonso I el Batallador donó su palacio, así como la iglesia de Santa María con sus diezmos y primicias. Esta encomienda fue el núcleo primigenio de la presencia sanjuanista en Navarra siendo, al mismo tiempo, la que procura la primera noticia registrada del primer comendador, Pedro Ramón, en 1165. Consta que en 1278 se llevó a cabo allí un capítulo general y durante el siglo XIII fue perdiendo la importancia inicial conforme iban creciendo otras posesiones sanjuanistas.

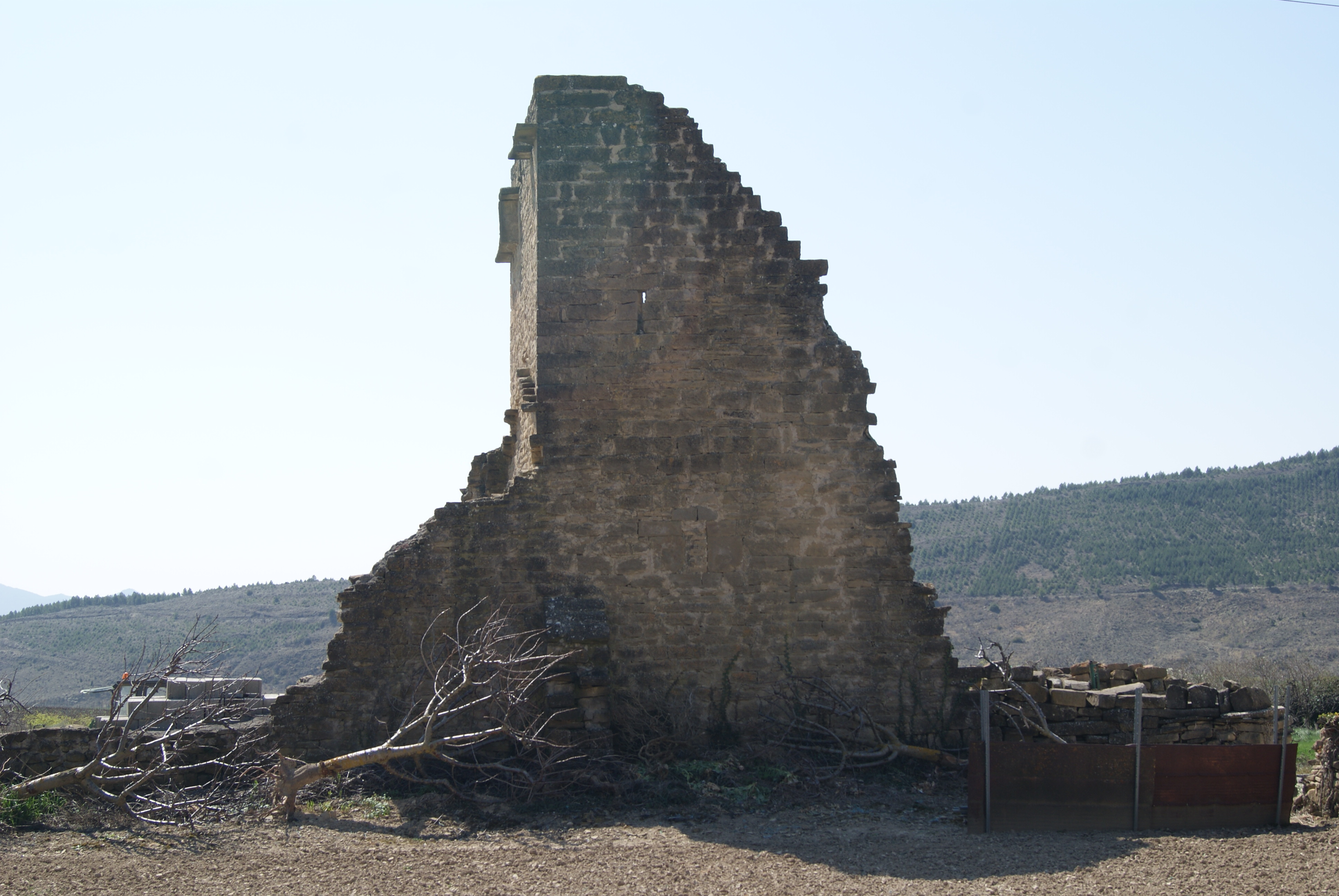
Leache (Navarra). Ruinas de antiguas construcciones defensivas.

### Encomienda de Leache
Leache, en la serranía de Izco, está situada estratégicamente cerca de Aibar y de Sangüesa, en el Camino de Santiago, en la ruta que une Jaca con Puente la Reina, también está próxima al eje de comunicación unía Aibar con Tafalla y la vía pecuaria de trashumancia que conectaba el valle de Salazar con las Bardenas Reales y la Ribera de Navarra. Entre sus recursos se contaban con fértiles tierras de secano así como monte para la explotación forestal.
En Leache tuvieron algunas dependencias en primera instancia de la encomienda de Sangüesa. En 1189 hay referencia a una mujer («domna Maior») como comendadora de Leache («comendatrix in Liach»), aunque la historiadora Julia Pavón apunta que no se debe tomar de modo literal, que probablemente sería una donada y que se trataría más bien de una administradora de los bienes:«Doña Mayor pudo formar parte de ese grupo inicial de notables locales encargados de administrar las rentas, dentro de este período de configuración inicial del priorato navarro; por lo tanto no cabe pensar en una comendadora, en el sentido estricto del término». Es una figura notable que ya aparece encabezando «la lista de los integrantes del capítulo del Hospital celebrado en Echávarri (...) apuntando la alcurnia de su linaje o su peso dentro de las redes sociales». Pero, tras la donación, en 1195, de Sancho VII el Fuerte de toda la villa a a la Orden del Hospital, se constituyó como entidad comendaticia propia que, en una fecha indeterminada del siglo XIII, «queda segregada de la encomienda de Sangüesa y se convierte «en cabeza de una nueva circunscripción que abarca también la cercana villa de Iracheta».[cita requerida] El 27 de junio de 1275 el prior Enrique de Vervilla cedió formalmente el señorío de la villa, junto con la de Fustiñana, a Corbarán Gil de Vidaurre. Estuvo muy ligada a la encomienda de Iracheta, compartiendo comendador durante muchos periodos.[cita requerida]
La iglesia parroquial, dedicada a San Martín de Tours, fue un templo exclusivamente sanjuanista que disponía de un recinto anexo. Contaba con un vicario, provisto por el comendador de la Orden de San Juan de Jerusalén, así como con un beneficiado, provisto igualmente por el mismo comendador o por el rey, según el mes en que quedase vacante el beneficio. El beneficiado, o beneficiario, era un cargo dentro del clero diocesano que recibía rentas de los beneficios de las propiedades de la iglesia. Actualmente persiste la iglesia de la Asunción de Nuestra Señora.

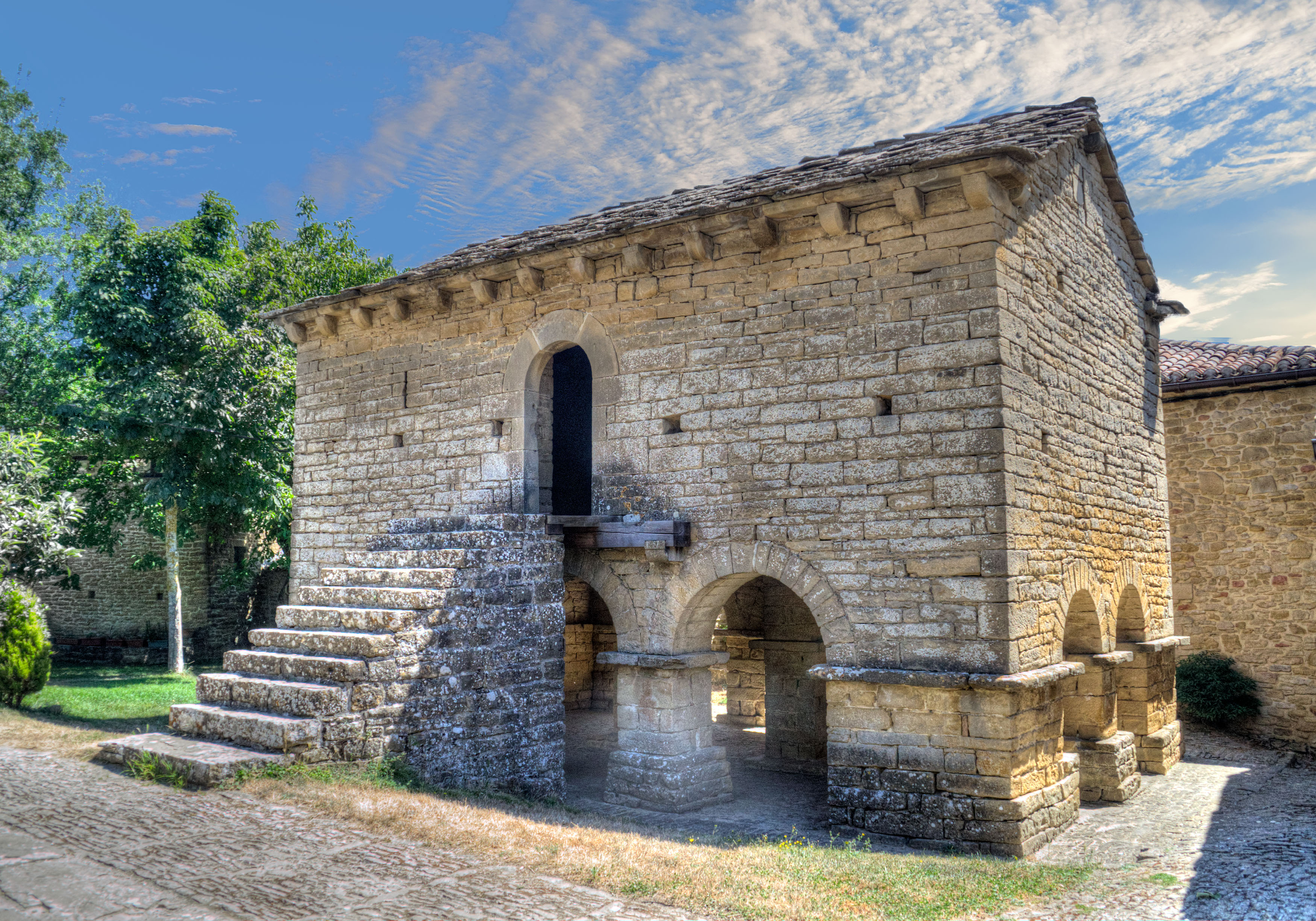
Hórreo de Iracheta

### Encomienda de Iracheta
Aunque el rey García Ramírez dio la villa al monasterio de Irache en 1141, ya en 1198 aparece referenciado el comendador de Iracheta, como perteneciente a la Orden de San Juan. Muy probablemente, al principio estos terrenos fueran dependientes de la de Sangüesa y más adelante autónomos aunque hay constancia de que «estuvo fusionada con distintas encomiendas: Leache (1243-1252, 1257-1261), Echávarri (1261) o Fustiñana (1275-1276)». En el siglo XIII aumentó notablemente su importancia y los hospitalarios tenían convento e iglesia. En 1252 contaba Iracheta, además de la iglesia parroquial, con un hospital para peregrinos y convento anejo con su comendador y ocho frailes. Debido a los terrenos de cultivo que la rodean y la abundancia de bosques, generaría importantes recursos provenientes de la agricultura y la explotación forestal. En 1255, se llevó a cabo el capítulo general del priorato. La encomienda perteneció a la Orden hasta las desamortizaciones del siglo XIX. El prior de Navarra era el responsable de nombrar al vicario.
 

Permanece en la villa en buen estado de conservación un «hórreo» probablemente del siglo XII, cuya finalidad era la conservación del grano de cereal, lo que abunda acerca del principal cometido agrícola de esta encomienda. Sobre su conjunto arquitectónico la investigadora Julia Baldó Alcoz afirma que, «al igual que sucede en Aberin o Induráin», Iracheta «se sitúa sobre la planicie de un altozano con un acusado desnivel, en este caso, en su barranco oriental. En el extremo norte de esta meseta, y al borde del talud oriental, se encuentra ubicado el templo, mientras que el área conventual se acomoda en el margen sudoriental, adecuada al terraplén, como se verá a continuación. Y, finalmente, el conjunto de viviendas de la población se distribuye a lo largo del costado occidental de la explanada, así como en las laderas noroeste, oeste, sudoeste y sur del promontorio, con pendientes más suaves. Los campos de cultivo se distribuirían en las zonas llanas alrededor del pueblo y en las pequeñas terrazas ganadas al barranco occidental».

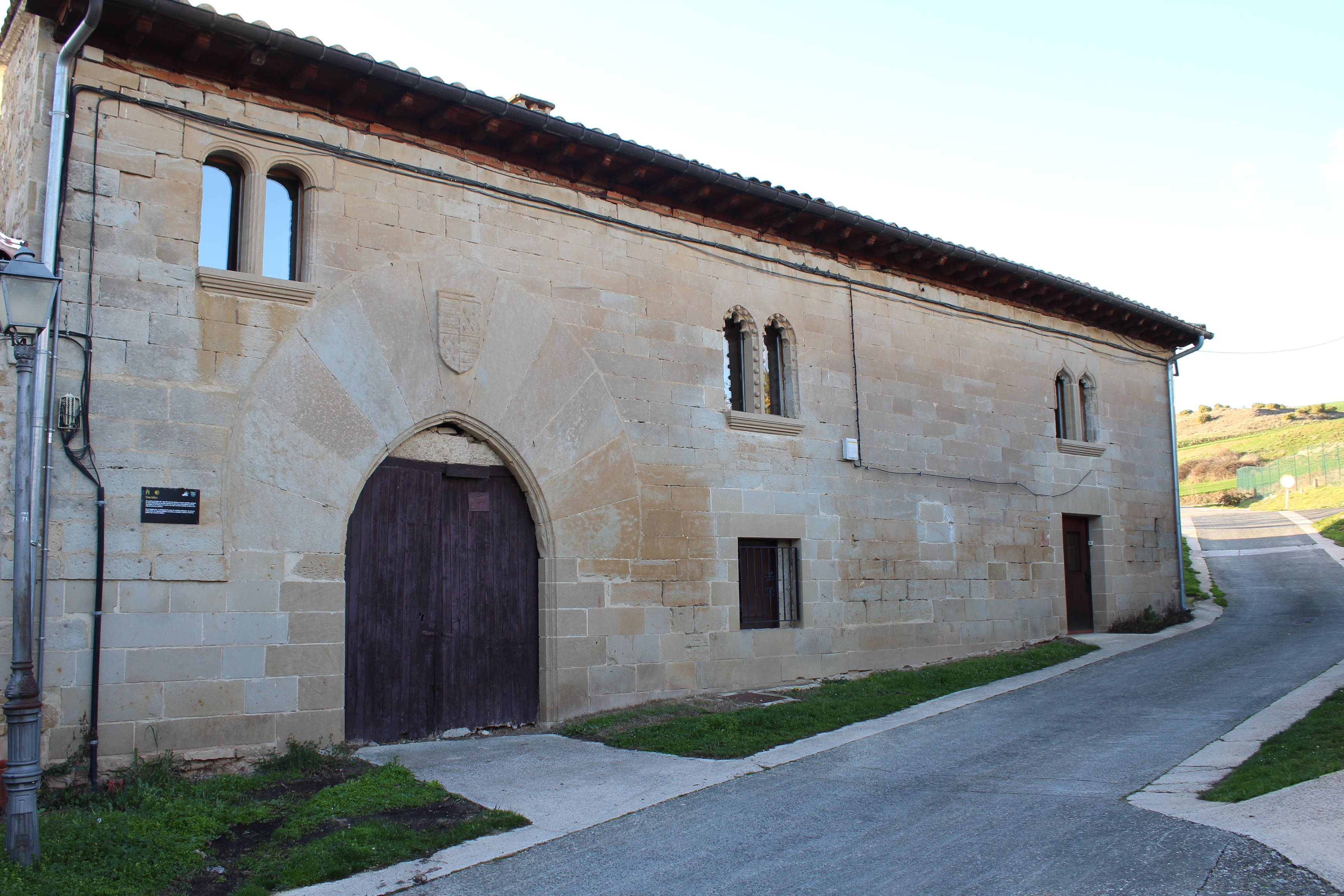
Fachada de la Encomienda de Biurrun

### Encomienda de Biurrun
La importante donación de la villa fue realizada por Corbarán Gil de Vidaurre, quien probablemente, en agradecimiento por parte de la Orden recibió las villas de Fustiñana y Leache. Se constituyó en encomienda a finales del siglo XIII, en 1285, aunque anteriormente los hospitalarios poseían allí una iglesia. Adscrito primero a la encomienda de Bargota, parece que fue centro de una efímera encomienda propia (1285-1287) para quedar más tarde vinculada al priorato. Los vecinos debían a la Orden de San Juan en 1427 una pecha anual de 87 cahíces de trigo, más las prestaciones de mano de obra de 28 “peones”. La actual iglesia de la Virgen del Rosario fue construida por los sanjuanistas en el siglo XIII y ampliada en el siglo XVI.[cita requerida]

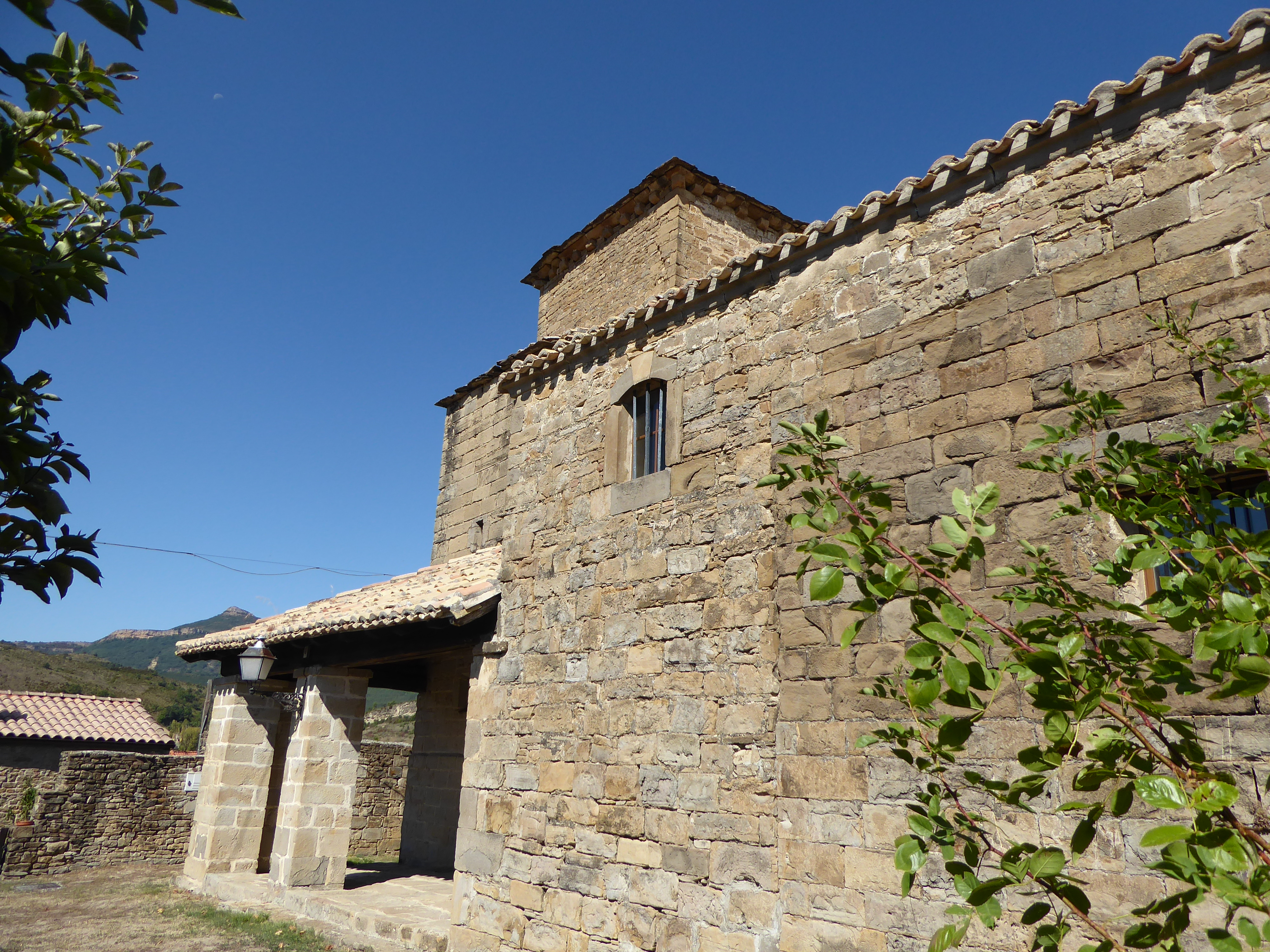
Induráin

### Encomienda de Induráin
Situado también en la Merindad de Sangüesa, y cercana al Camino de Santiago, Induráin está situada en la actual Izagaondoa, cerca de Lumbier, en las faldas de la Peña Izaga, entre los términos de Urbicáin, Turrillas, Grez, San Vicente y Tabar. La zona posee buenos terrenos de secano y regadío también se dedicó a la agricultura y a la explotación maderera. Aunque se hay evidencia documental que acredite la donación, se estima que podría pertenecer a la Orden de San Juan desde tiempos de García Ramírez IV. Hasta el siglo XIV, sin embargo, no aparecen los primeros registros sobre los comendadores allí destinados. Actualmente aún se mantiene en pie la iglesia de la Asunción, construida hacia 1200.

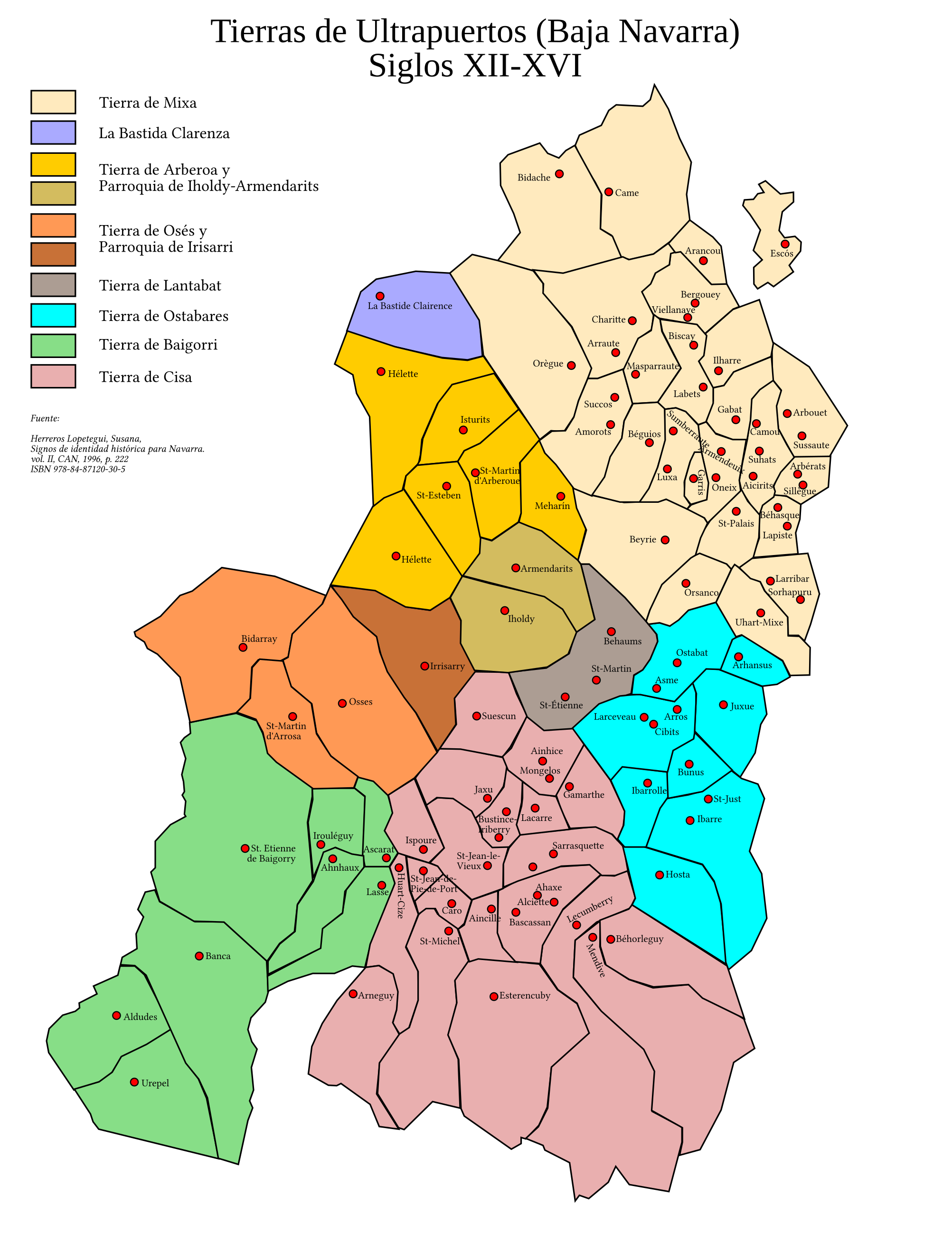
Ultrapuertos en los siglos XII-XVI. Se incluye Escos (bajo administración navarra) y se excluye Sames (entonces parte del ducado de Dax).

## Encomiendas de la Castellanía de San Juan (Ultrapuertos)
Esta zona ultrapirenaica, dependiente administrativamente del merino de Sangüesa, «en torno al año 1400 suponía una décima parte» del territorio del reino de Navarra». Su potencial de recursos venía de «su dedicación principalmente ganadera» y de poseer «abundantes bosques de robles y hayas».
Fundamentalmente existen dos encomiendas dependientes del priorato de Navarra siendo la primera referencia de ambas en una bula de 5 de noviembre de 1194 otorgada por el papa Clemente III donde se fijan sus límites y extensión. Estaban situadas en el Camino de Santiago, contando para ello con un hospital y una iglesia además de algunos bienes cercanos. En un principio ambas dependían de la Corona inglesa gobernante en la región.

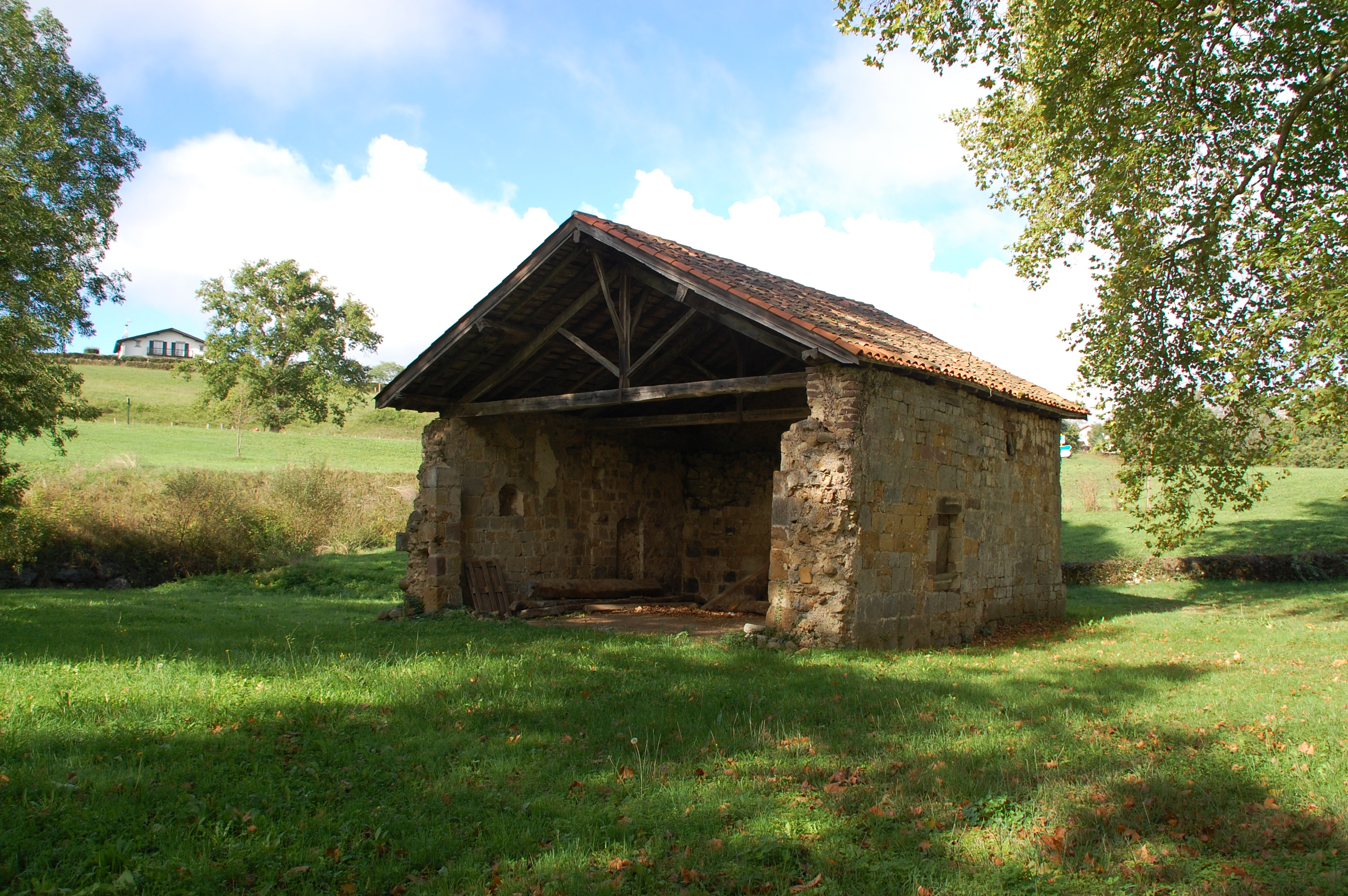
La capilla de Aphat Ospitalia está situada cerca de EHPAD Lutxiberri, al noroeste de Saint-Jean-le-Vieux.

### Encomienda de Apat Hospital
La encomienda de Apat Hospital (Aphat-Ospitalia en francés) se ubicaba al otro lado de los Pirineos, «algo más al norte de Saint Jean le Vieux, en el camino de peregrinación que desde Ostabat iba a Saint Jean Pied de Port, entre Arsoritz y La Madeleine», dentro de la diócesis de Bayona cuya dependencia disputaba su obispo. Ello llevó al gran prior de Navarra a solicitar la intervención papal de Honorio III para mediar en la disputa, delegando el papa, el 3 de febrero de 1221, en el abad del monasterio de Iranzu y el prior del monasterio de Velate, para su resolución. Como informa Santos García Larragueta en su tesis doctoral, «el comendador, en representación del prior de Navarra, tenía el derecho de presentación de vicario de la iglesia de San Vicente de Mendive, dependiente del Hospital de San Salvador de Laurhivar o San Salvador del Puerto». Apat Hospital es desde 1805 parte de la comuna de Saint-Jean-le-Vieux, en la ruta actual entre Saint-Jean-Pied-de-Port y Saint-Palais.

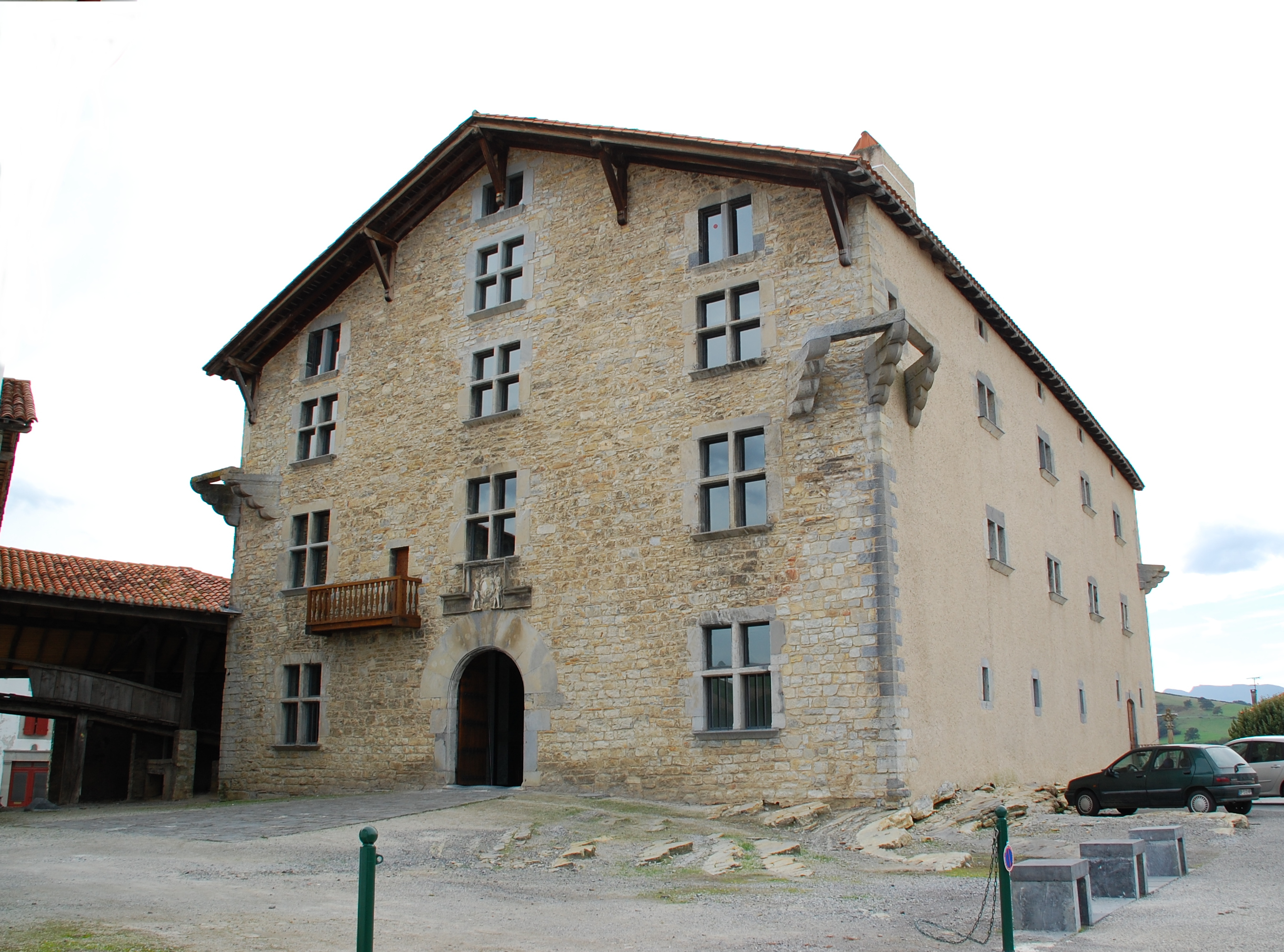
Ospitalea, encomienda de Irissarry.

### Encomienda de Irissarry
La encomienda de Irissarry, llamada Ospitalea, «en el cantón de Iholdy, localidad situada sobre una colina en el camino de peregrinación de Bayona a Pamplona, por Saint Jean Pied de Port y Roncesvalles, de donde salía otro secundario que se bifurcaba en Osses para ir a Espelette y a Saint Etienne de Baigorri» aparece también citada en el siglo XII, en el mismo documento donde se menciona a Apat Hospital.Tenía también un edificio y una iglesia. En 1214 se menciona su comendador por primera vez y en 1254 el rey Enrique III de Inglaterra, la brindaba su protección. «Se conservan actualmente los restos del edificio de la encomienda de cuatro pisos y gruesos muros, que sirve de granja. El edificio fue construido de 1607, siendo comendador Martín de Larrea. También poseía la encomienda la iglesia de la localidad, cuyos restos no subsisten, así como la de Jasu, localidad donde tenía otras propiedades. Las propiedades de la encomienda estaban en Irisarry, Jasu, Suhescun y Amorots».

### Encomienda de Lauríbar
Al menos se registra en 1435 a Pedro de Villanueva como comendador de Lauríbar durante el capítulo provincial celebrado entonces.

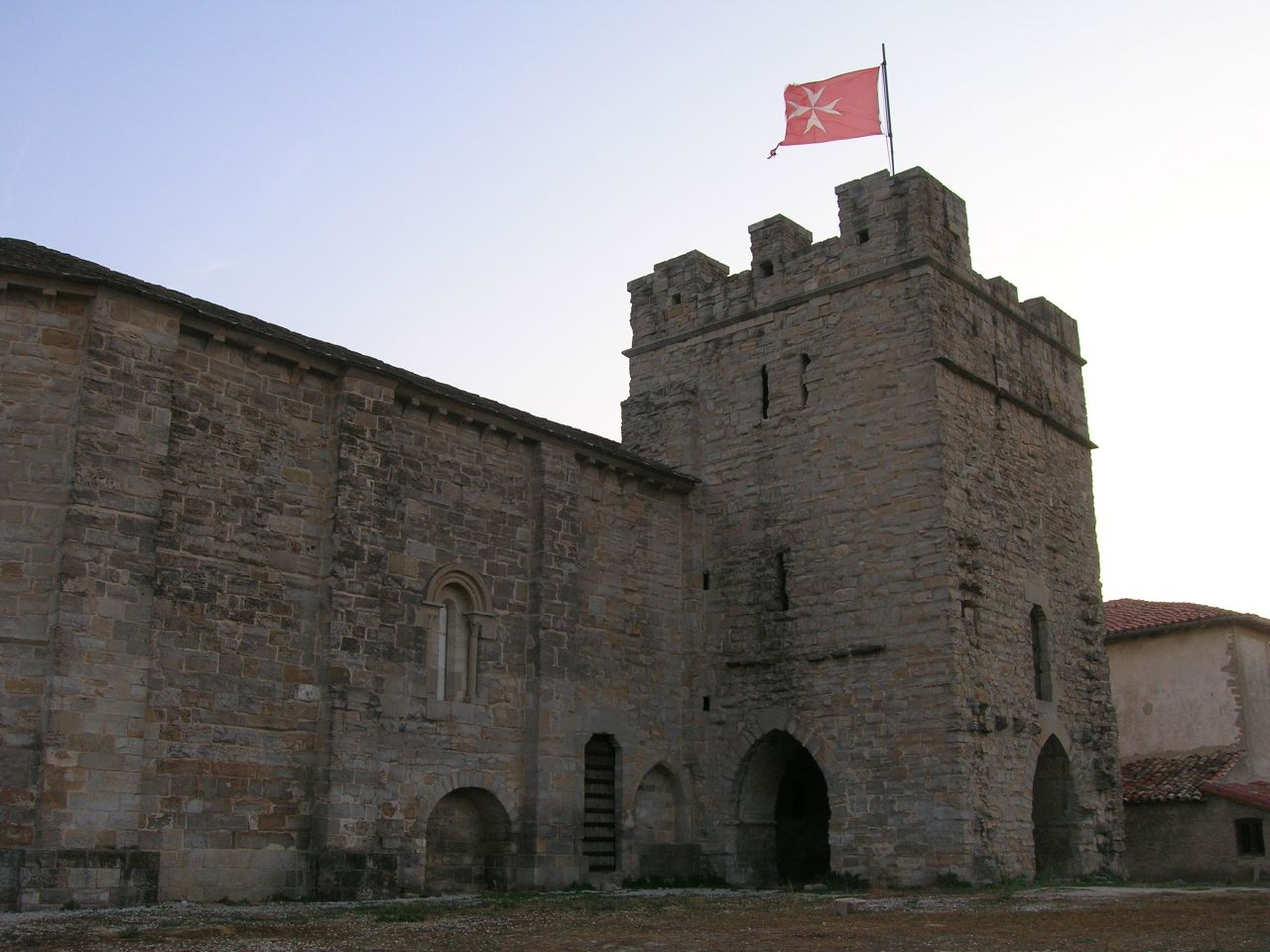
Iglesia de San Miguel Arcángel, Cizur Menor

## Encomiendas de la Merindad de Pamplona (Montaña)
En el norte de Navarra, sólo aparece referenciado en 1189 un comendador en Vera, aunque ya no se vuelve a nombrar. La encomienda más significativa, una de las primigenias, es la situada en Cizur Menor. También situaremos aquí dos encomiendas en territorio guipuzcoano (reino de Castilla), como fueron la encomienda de San Juan de Arramel (Tolosa) y la encomienda de Santa Catalina (San Sebastián), mencionadas en 1205 como tal,«un recuerdo de la antigua soberanía navarra sobre aquel territorio». En contraste con otras merindades, en esta de la montaña son escasas y «dedicadas, en gran parte, a prados y pastos para el ganado».

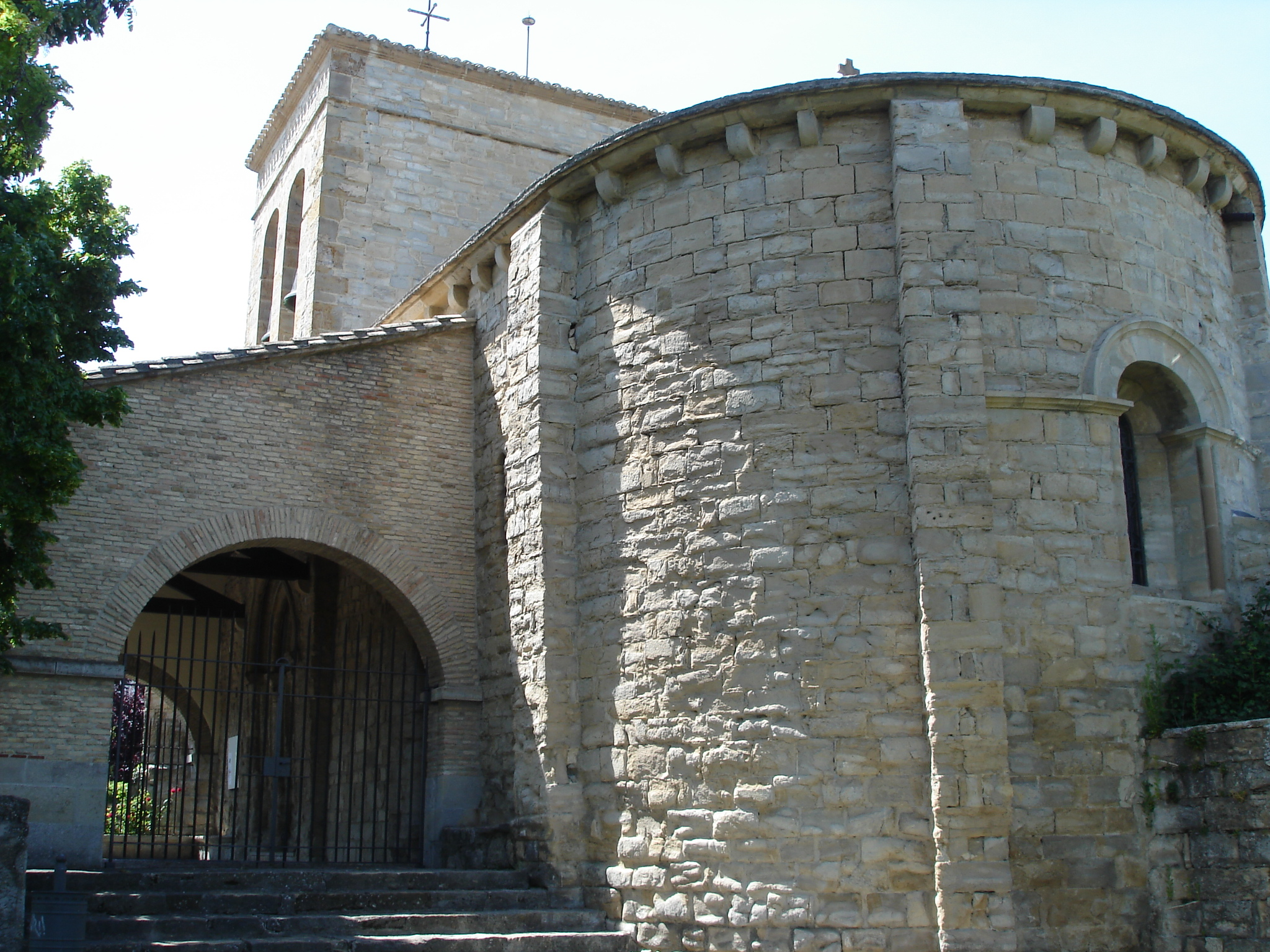
Iglesia de San Emeterio y San Celedonio (Cizur Menor)

### Encomienda de Cizur
Como ocurriera con Sangüesa y Apat Hospital, junto a Saint-Jean-le-Vieux, la encomienda de Cizur está próxima a otro de los núcleos principales del reino de Navarra, en este caso, a Pamplona, y también sobre la vía jacobea. La ruta, procedente de Roncesvalles, llega hasta Puente la Reina donde se une con el ramal aragonés para continuar ya unido en el llamado Camino francés, uno de los más legendarios. Al mismo tiempo está en el corazón del eje transversal de comunicación entre la parte oriental y occidental del reino de Navarra, y del eje dorsal que, de norte a sur, comunica la capital con la Ribera de Navarra.
Por la relevancia geoestratégica de esta zona se explican lan tempranas donaciones efectuadas a la Orden de San Juan. En 1135, Lope Íñiguez y su mujer Sancha Aznárez entregan la iglesia de San Miguel, en Cizur Menor; en 1136 los reyes García Ramírez y Margarita de l'Aigle donan unos terrenos en el mismo lugar. En 1173 el obispo de Pamplona, Pedro de París, cedió la casa y ermita de San Juan a los frailes hospitalarios de San Juan de Jerusalén. situado en el Camino de Santiago, la donación incluía el deber de atender a los peregrinos y dar sepultura a los fallecidos. En 1181 está constituida como encomienda, al figurar ya entonces el primer comendador. La expansión por la comarca fue continua multiplicando su presencia por la actual Cuenca de Pamplona, con numerosas posesiones, diezmos y primicias de iglesias con probabilidad dependientes de esta encomienda. En el siglo XIII tenía propiedades en más de 85 localidades navarras dedicadas principalmente a la producción agrícola. A mediados de este siglo finalizó la construcción de la iglesia que aún hoy se conserva.
La relevancia de la encomienda viene determinada cuando en 1274 y 1291 se convocan en ella el capítulo general. Existen noticias de un hospital para freires enfermos, lugar de acogida a los miembros mayores de todo el priorato. En la actualidad permanece la iglesia con uno de los cuatro torreones que tenía el conjunto rodeando un amplio patio. El inmueble es «propiedad de Gobierno de Navarra, se han restaurado y cedido su uso a la Fundación Hospitalaria de la Orden de Malta en España (FHOME)».

## Encomiendas de la Merindad de Estella

Echávarri de la Solana (Navarra) visto desde Montejurra

En 1165, los palacios reales de Estella pasan a formar parte del Hospital, por una donación del Rey Sancho VI el sabio y muy poco después comenzaron a recibir propiedades cercanas a esta localidad.

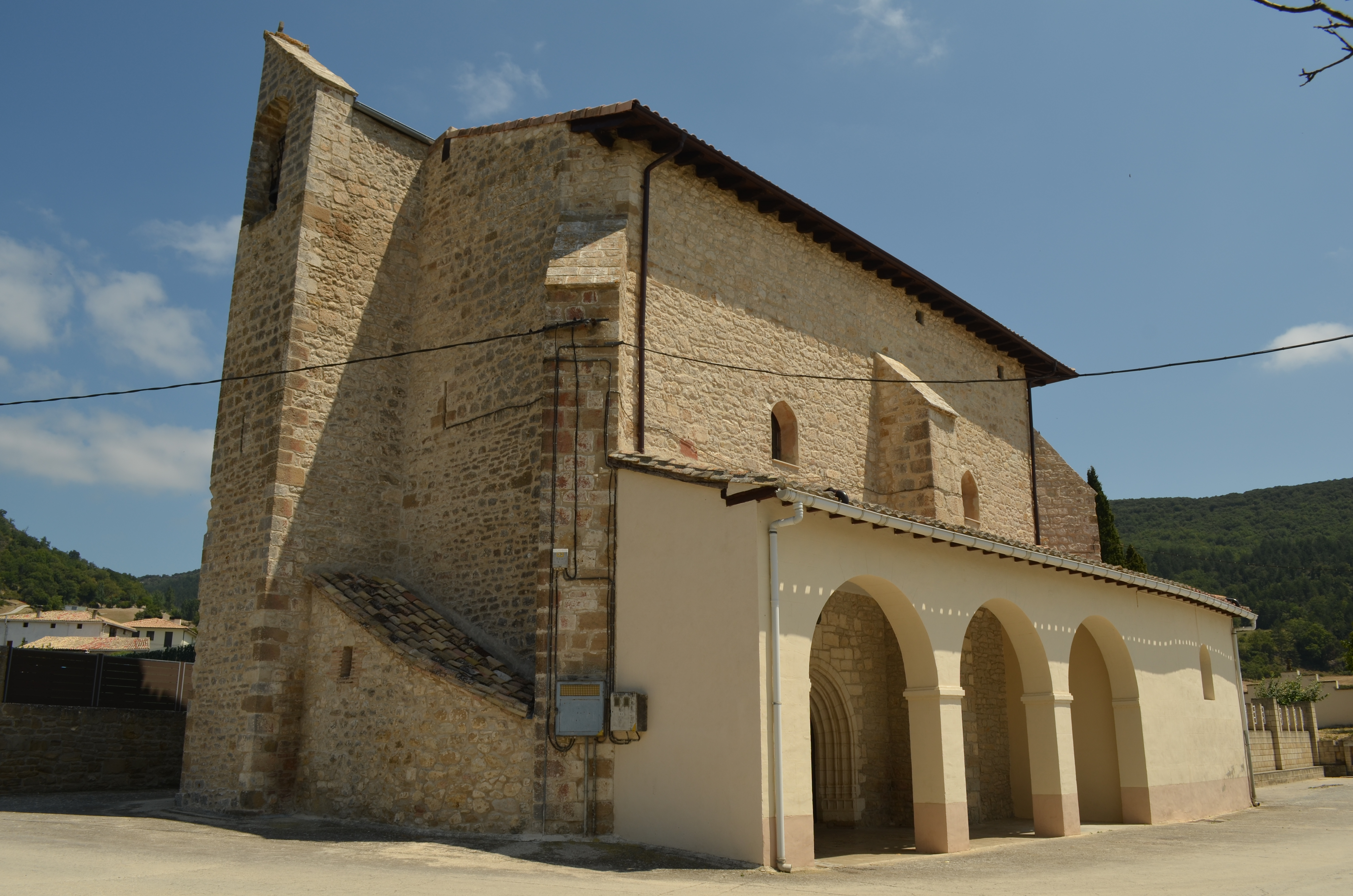
Iglesia de la Asunción - Echávarri (Navarra)

### Encomiendas de Echávarri y Zufía
Muy cercana a Estella, la Orden de San Juan de Jerusalén recibió la iglesia de Santa María de Echávarri. También otras propiedades cercanas fueron donadas al Hospital y dependían de esta encomienda desde 1167 y organizaba las posesiones de la Orden en los valles de Yerri y Allín. El prior de Navarra era natural de esta localidad e instaló allá su residencia. A partir de 1187 aparece la figura del comendador de Echávarri. La Orden se reunió por primera vez en capítulo general en esta encomienda en 1189. También se realizaron otros en 1197 y 1198. Hay constancia que los hermanos freires vivían en comunidad en el monasterio de Echávarri en 1261, aunque podrían haber vivido desde antes.
Nuevamente vemos a la Orden del Hospital situada en el Camino de Santiago, por Estella pasa el Camino Francés que viene de Puente la Reina, después de unirse las dos rutas que vienen de Francia. Entre Lorca y Villatuerta existía un hospital que dependía de esta encomienda. También aparece referenciada una encomienda en Zufía, villa que había sido donada a los sanjuanistas por Pedro Garcés Almoravid en 1192. Dependía de la de Echávarri y era para ella una importante fuente de ingresos. Más adelante esta encomienda dependió de la de Calchetas.
Quedan los restos arquitectónicos de la residencia de los Hospitalarios en Echávarri, derruida y convertida hoy en pajares del caserío, donde aún se pueden ver parte de los muros, trozos de arcos y parte de la fachada.

### Encomienda de Bargota
Sancho VII el Fuerte donó a la Orden unos terrenos entre Puente la Reina y Mañeru donde se instaló esta encomienda recibiendo donaciones y posesiones también en Puente la Reina y Mañeru. El crecimiento mayor de esta encomienda de Bargota (no confundir con la localidad homónima) se centra en la primera mitad del siglo XIII, cuando cuenta con propiedades en más de cincuenta localidades. En la encomienda de Bargota existió seguramente un convento parecido al existente en la encomienda de Cizur donde vivía una comunidad de freires, a partir de 1239. Disponían del monasterio, de la iglesia y del hospital o enfermería, este último edificio del que se encuentran las referencias más antiguas, ya en 1202. En el monasterio había dos monjas y además tenían una escuela, en ella se educaba a los niños que entrarían en un futuro en la Orden.
Tuvo también muchas posesiones en la comarca. La ubicación de Bargota se halla en la vera del Camino de Santiago francés, entre Puente la Reina y Estella. Se hace referencia ya en el año 1307 a que en este lugar podía ubicarse el primer convento femenino de la Orden.
Recientemente el Gobierno de Navarra a través de su Institución Príncipe de Viana ha comenzado a realizar las primeras excavaciones arqueológicas sobre los restos que se encuentran sobre el terreno.

### Encomiendas de Cogullo y Melgar
Estas dos encomiendas de menor importancia dependieron en una primera época directamente del priorato y más adelante tuvieron un comendador para ambas. Tuvieron posiblemente convento, iglesia y enfermería.
Cogullo, lugar en el término actual de Urbiola, es una encomienda creada en el siglo XIII que, posiblemente adquirió la Orden de San Juan de Jerusalén hacia 1231 donde estableció un hospital además de mantener diversas heredades. Consta desde 1253 como encomienda. En 1427 ya se registra como desolado.
 

La encomienda de Melgar, «lugar del término actual de El Busto, hacia Los Arcos y Sansol», también situada en el Camino de Santiago, fue una de las encomiendas más avanzada de cuantas tuvo la Orden en Navarra, a lo largo del Camino. Se había sido fundado en el siglo XII y ya desde 1189 se menciona a su comendador.

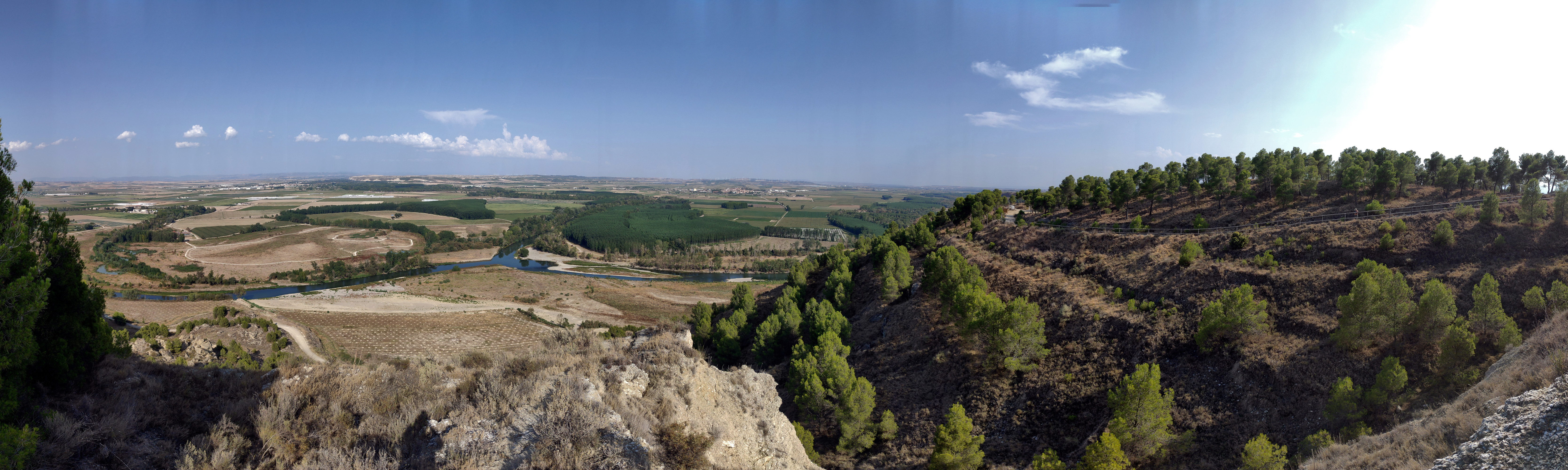
Panorámica desde Peñalén, en la confluencia del Arga y el Aragón, mostrando las feraces vegas de la Ribera de Navarra. En el centro de la imagen está Villafranca.

## Encomiendas meridionales: Ribera estellesa, Merindad de Olite y Merindad de Tudela
En esta amplia zona meridional de Navarra, aunque alejada del interés de las pujantes rutas jacobeas septentrionales, revestía un alto atractivo gracias a sus recursos agropecuarios y su producción agrícola que proporcionaban una gran fuente de ingresos para la Orden de San Juan de Jerusalén. Así se explica la existencia de importantes donaciones, pero también la adquisición de importantes heredades mediante la compra de bienes con el objeto de lograr rendimientos.[cita requerida]
Tras un primer asentamiento sanjuanista en Mallén, del rey Sancho VI recibieron una importante donación en 1174 en Pédriz, pasando a poder de los caballeros del Hospital el castillo y la laguna de Lor, la compra de Murchante en 1178, conformándose las cuatro encomiendas principales que referenciadas: Buñuel, Falces, Tudela, San Adrián y Casanueva. Una fuente importante de ingresos que procedía de la zona del Ebro que servía de paso fluvial entre Milagro y Azagra, una propiedad adquirida por el prior Jimeno de Murieta en 1197 y al que el rey le concedió el privilegio.

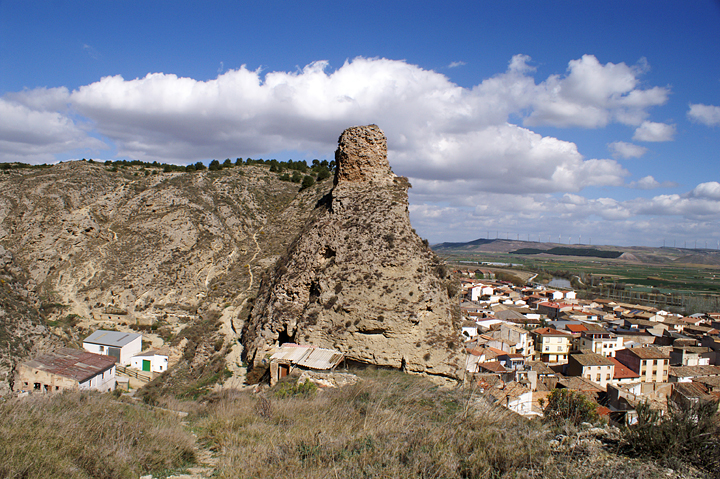
Vista general de Falces

### Encomiendas de Falces y Villafranca

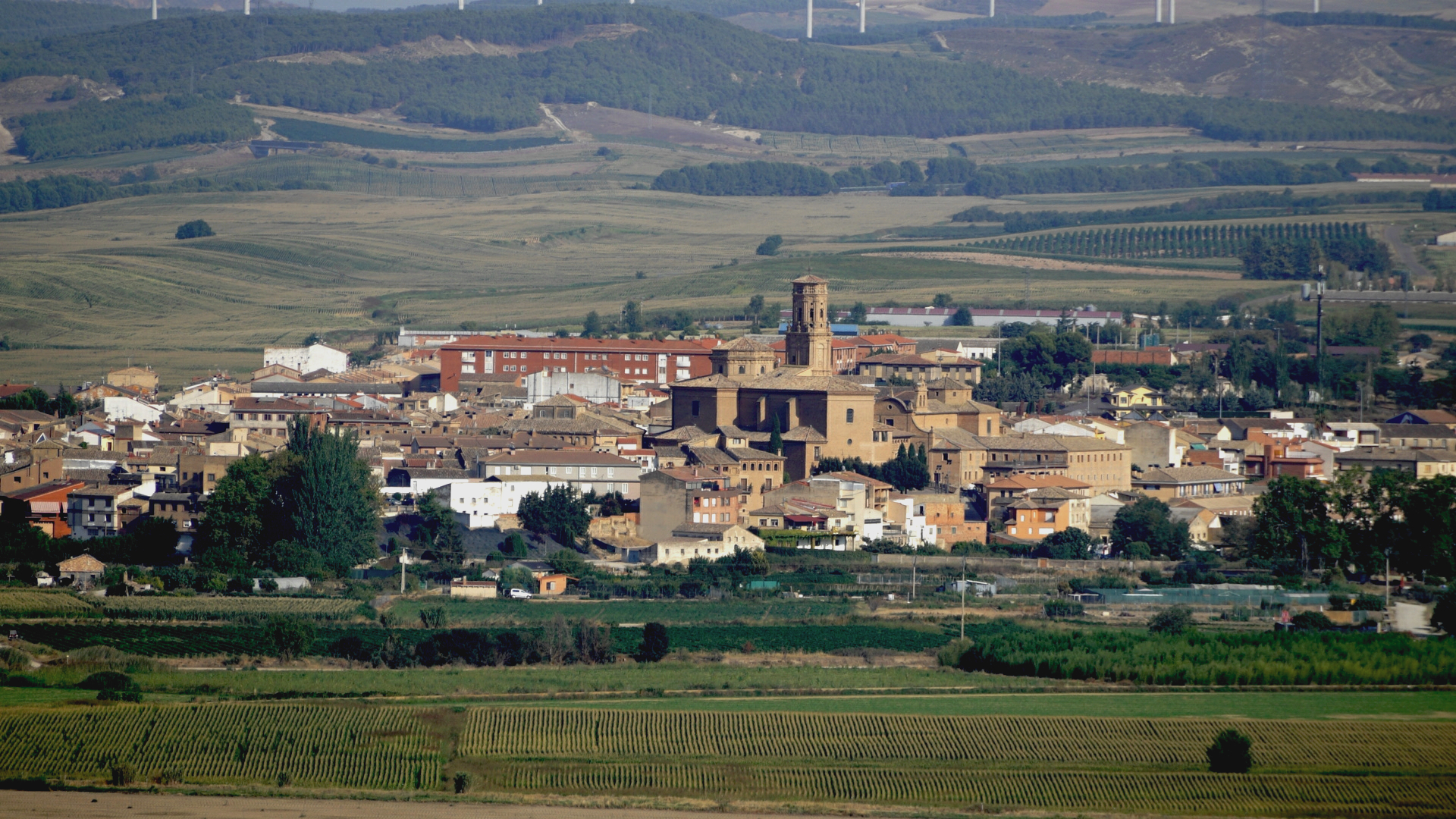
Vista de Villafranca

Aunque fueron encomiendas de menor relevancia, en Falces debió de existir una, posiblemente un convento, que comenzaría su andadura a finales del siglo XII. En algún momento perdió relevancia y quedó supeditada al mismo comendador que la de Calchetas.[cita requerida]
La encomienda de Villafranca, de menor importancia, apenas genera algunas referencias documentales de mediados del siglo XIII. En siglos posteriores tuvo mayor importancia y así, en 1245, se cita al comendador de Villafranca, freire García; en 1260 lo era el freire Jimeno y en 1294 Rodrigo Pérez de Olleta.

### Encomiendas de Casanueva y San Adrián
Casanueva corresponde con la actual Aldeanueva de Ebro, al sureste de Calahorra, en La Rioja. A primeros del siglo XII se realizaron las primeras donaciones cuando la Orden recibió la villa y en 1189 aparece por primera vez un comendador, Lope de Unzué. Junto con la villa y otras 10 propiedades cercanas repartidas entre La Rioja y la Ribera de Navarra, se habría asumido la antigua encomienda de San Adrián, de la que los Hospitalarios tenían la iglesia. También en 1189 aparece un Comendador de San Adrián en el capítulo general, pero ya no aparece de nuevo. 

### Encomienda de Calchetas y Tudela
Tanto Calchetas, una antigua villa próxima a Urzante, a orillas del río Queiles, como Tudela fueron constituidas en el siglo XII, pero es en el XIII cuando adquieren una importancia capital gracias a la alta productividad económica generada con sus recursos y bienes. Además de los terrenos, poseían sistemas de riego regulados y derechos de agua que incrementaban su producción. 
La villa fortificada de Calchetas fue comprada por el prior Guillem de Balmes a Ramiro Garcés en 1156 por 400 morabetinos lopinos. Era un terreno pequeño, pero muy productivo, dedicado a viñas y regadío, lo que explica la riqueza generada por la encomienda. Se encontraba limítrofe con la villa de Urzante, después incorporada a la encomienda mediante compra en 1253. La localidad fue comprada íntegramente constando como encomienda desde 1189 adquiriendo mayor relevancia hasta el punto de relegar a Mallén como sede del priorato.[cita requerida]
La localidad se encontraba, amurallada, en un alto. La Orden contó en ese lugar con un monasterio y una iglesia. En el siglo XII fue demolida la fortificación del lugar, debido muy probablemente al crecimiento de esta. La Orden adquirió tan extensas propiedades que llevó a la creación de la encomienda de Tudela para una mejor gestión de estas, aunque durante periodos comparten al comendador. Se llevó a cabo un capítulo general de la Orden en Navarra en septiembre de 1196. El comendador Jimeno de Morieta que había sido de la de Calchetas hasta entonces aparece como Prior de Navarra. En 1303, el rey aragonés Jaime II la puso bajo su protección.

### Encomiendas de Fustiñana y Cabanillas

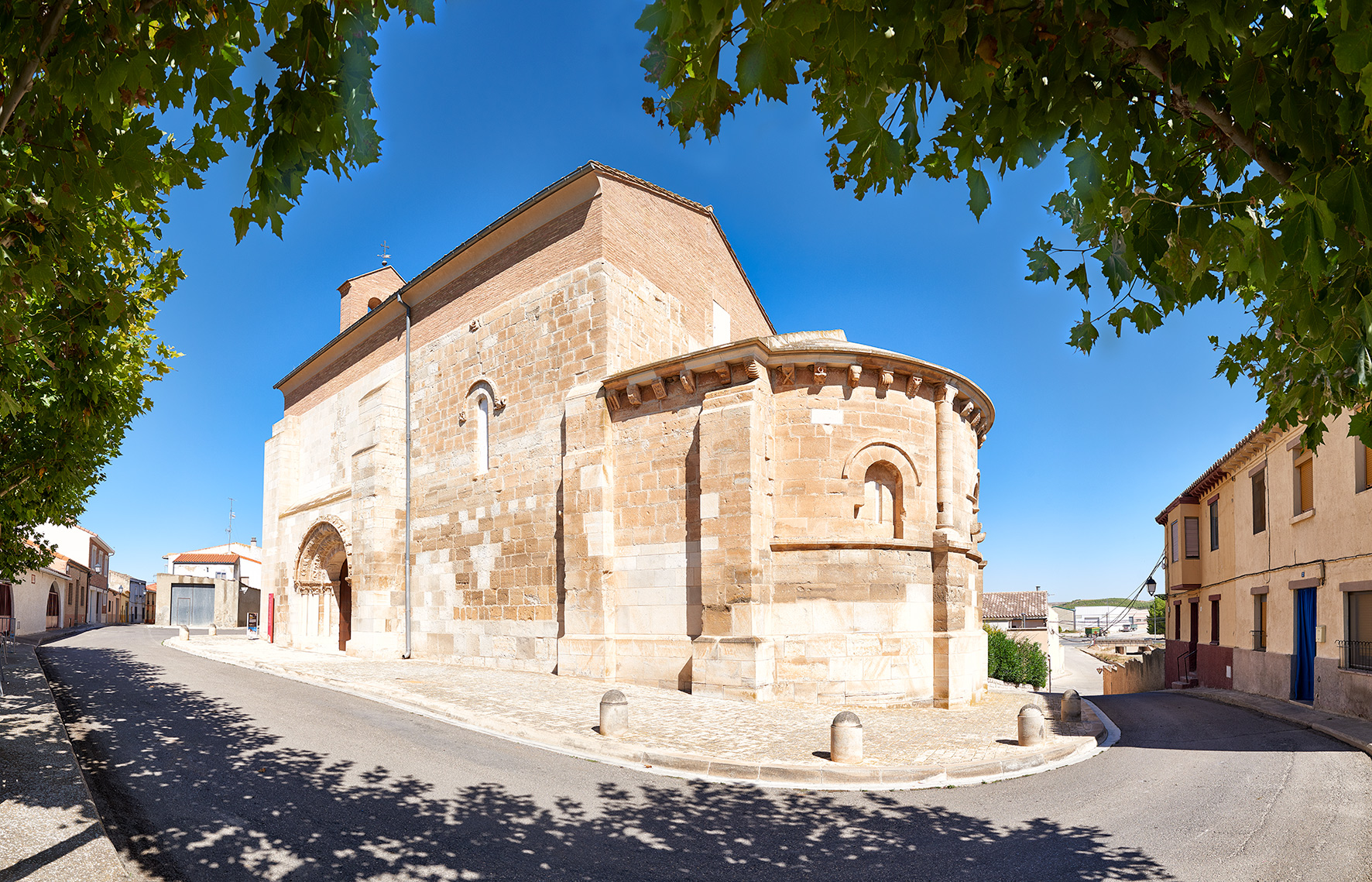
Iglesia de San Juan de Jerusalén de Cabanillas (Navarra)

En 1142, el rey García Ramírez en donó las villas y su término a la Orden del Hospital. Destacó como la más generosa de las donaciones que hicieron los reyes navarros para compensar a la Orden por la pérdida del trono navarro. Abarcó tanto las dos villas como sus respectivas iglesias, lo que significaba el derecho a cobrar los diezmos y nombrar a los sacerdotes que las atendían (Fortún 2011, 136). Fustiñana figura como Encomienda en 1189 y Cabanillas en 1197. Ambas en el margen izquierdo del río Ebro, tuvieron mucha relación entre sí, compartiendo al comendador durante muchos periodos. En Cabanillas había un convento en la segunda mitad del siglo XIII. Las iglesias de las dos villas posiblemente pertenecieron a la Orden.[cita requerida]
En 1221, el rey aragonés Jaime I puso bajo su protección las dos encomiendas y la casa hospitalaria de Buñuel; en 1303 haría lo propio Jaime II. Asentadas en lugares de gran producción agrícola, fueron dos encomiendas centradas en la generación de recursos. Teobaldo II les concedió la facultad de abrir acequia y sacar aguas del Ebro entre las dos encomiendas en 1252. Ambas encomiendas se mantuvieron como villa de la Orden hasta el primer tercio del siglo XIX. Entonces, con la desaparición del antiguo régimen y las desamortizaciones, la Orden dejó de tener la propiedad. Las iglesias de San Juan de Jerusalén de Cabanillas y la Asunción en Fustiñana también formaban parte de las encomiendas. Al ser señorío de la Orden, el Gran prior de Navarra nombraba al párroco y también al alcalde de la villa. En Fustiñana hay constancia de un hospital a mediados del siglo XVI.

### Encomienda de Buñuel
Existió una encomienda de menor importancia y limitada a la villa, donde los hospitalarios, a mediados del siglo XIII, poseía un convento y una iglesia, además de algunas viviendas. La primera referencia de un comendador de Buñuel data de 1189. El bien más importante conservado a lo largo de los siglos fue la iglesia parroquial de Santa Ana, ya que la villa era de señorío nobiliario.

Cruz patada templaria

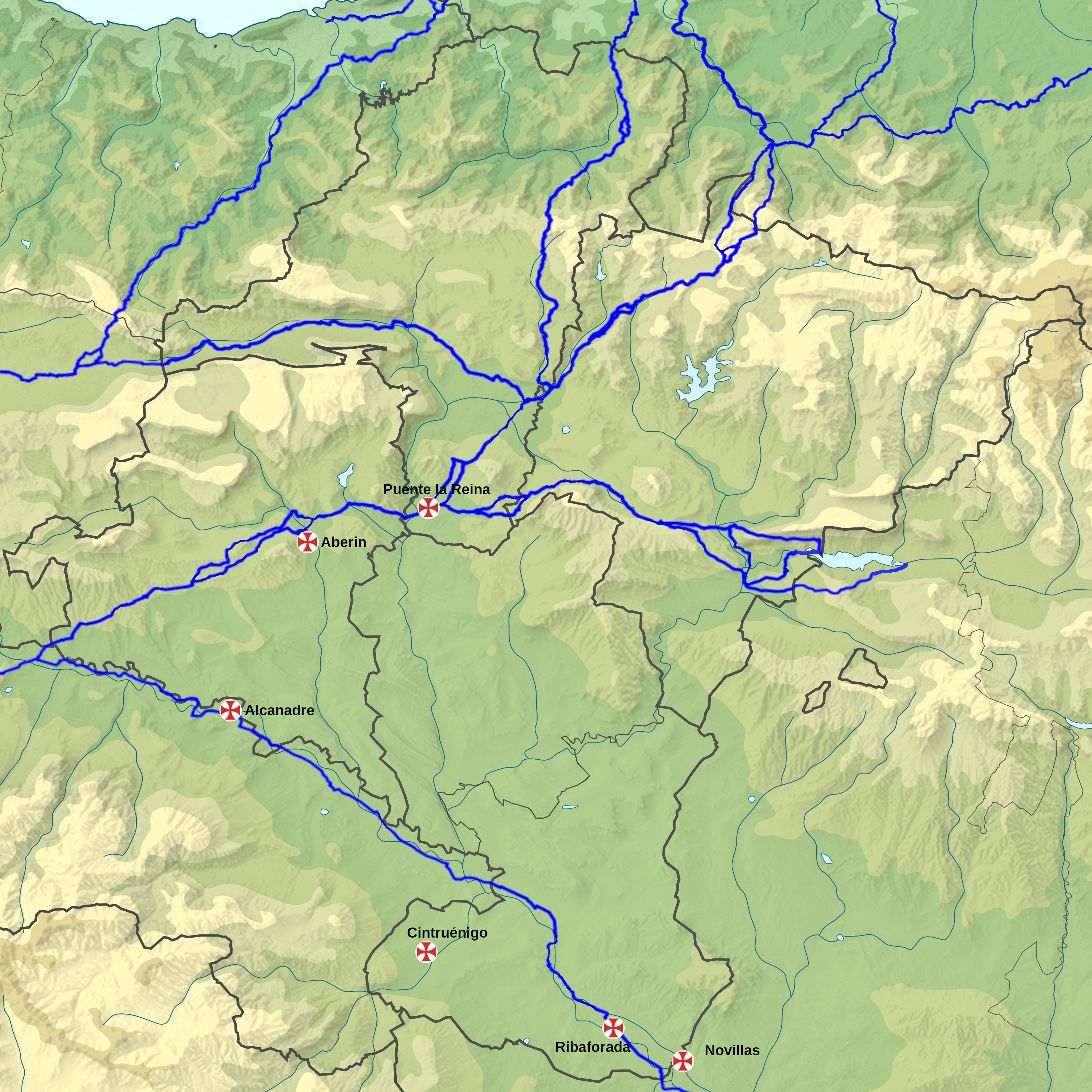
Mapa de las encomiendas pertenecientes a la Orden del Temple (luego sanjuanistas)

## Desaparición de la Orden del Temple: encomiendas templarias
A instancias del rey Felipe IV de Francia y I de Navarra, casado con Juana I de Navarra, desde 1307, los templarios fueron perseguidos, detenidos y procesados. El monarca francés movido por el dinero y el deseo de hacerse con las posesiones de los templarios, apoyándose en unas cuestionadas acusaciones de herejía sobre un antiguo caballero templario, apeló a la intervención de la Santa Inquisición. Siguiendo la orden papal, las monarquías europeas embargaron los bienes templarios en sus respectivos reinos. Cuando el proceso judicial desembocó finalmente en la disolución de la Orden del Temple, se continuó con la incorporación de sus propiedades a la Orden de San Juan en la mayor parte de Europa por disposición del pontífice Clemente V en el año 1312. En Navarra, el monarca Luis I el Hutin, primogénito del rey francés, continuó localmente el proceso con templarios y sanjuanistas en julio de 1313 fecha del paso de las encomiendas templarias navarras a manos de los sanjuanistas: «las encomiendas de Aberin y Ribaforada y el potente centro de Puente la Reina organizaban las heredades que se ceñían al camino de Santiago (Sagüés, Astráin, Zariquiegui, Undiano, Obanos, Estella, hospital de Echávarri de la Solana), se apretaban en la ribera tudelana (Estercuel, Buñuel, Cortes) y se extendían hasta Sada, Eslava y Artieda».

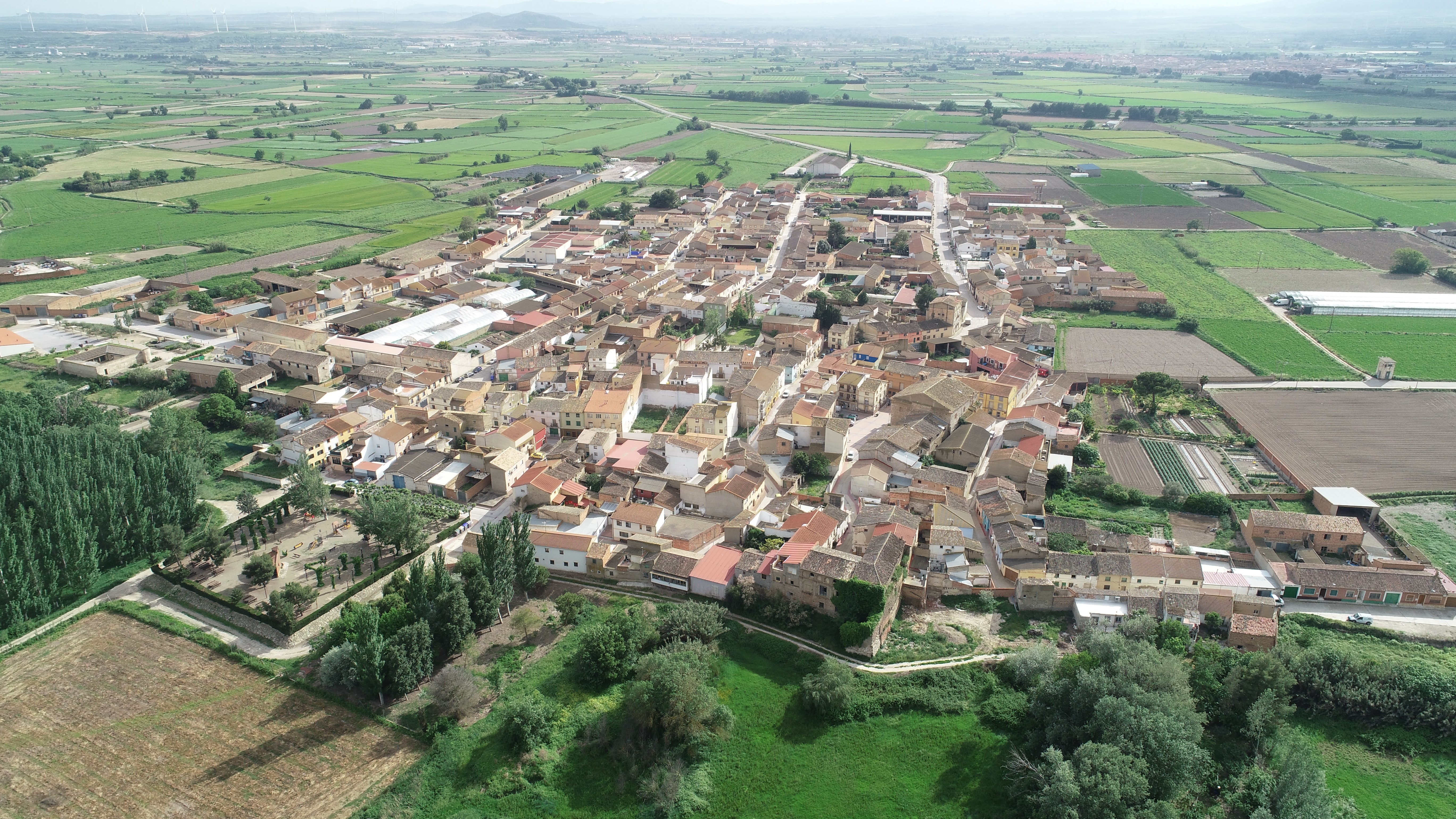
Vista de Novillas (Zaragoza)

### Encomienda de Novillas
Novillas es una localidad zaragozana, en la muga con Navarra, cuya estratégica torre castillo del siglo XII controlaba el paso del río Ebro. En 1119 Alfonso I el Batallador, tras haber asegurado todo el valle del Ebro frente a los musulmanes, otorgó a la localidad la carta de poblamiento, de eso modo favorecía que cristianos venidos de otras localidades se instalaran a vivir en la villa. Ese mismo año Hugo de Payens funda junto al templo de Jerusalén la militia o caballería del Temple. Su propagación por Europa fue fulminante, gracias al «apoyo entusiasta de San Bernardo de Claraval, autor de la regla», y en 1130 «Ramón Berenguer III, cofrade de la Orden», hace donación del «castillo de Grañena de Cervera (Lérida), y el magnate aragonés [Alfonso el Batallador] le ofreció sus heredades de la comarca tudelana (1133)».

En 1135 toda la villa fue entregada al Temple y al Hospital por parte de García Ramírez para consolidar el repoblamiento cristiano de esa zona. Mediante el acuerdo suscrito «entre el maestre del Temple en Aragón y el prior de la orden de San Juan en Aragón y Barcelona acerca de la explotación de los sotos de Navasa y Rabit por parte de las encomiendas de Novillas y de Mallén de 1149» el Temple la que se quedara con Novillas y Mallén pasara a manos Hospitalarias. Fue una importante encomienda del Temple, hasta 1312 que pasó a pertenecer al Hospital. Los hospitalarios transformaron la torre defensiva en palacio de los comendadores.

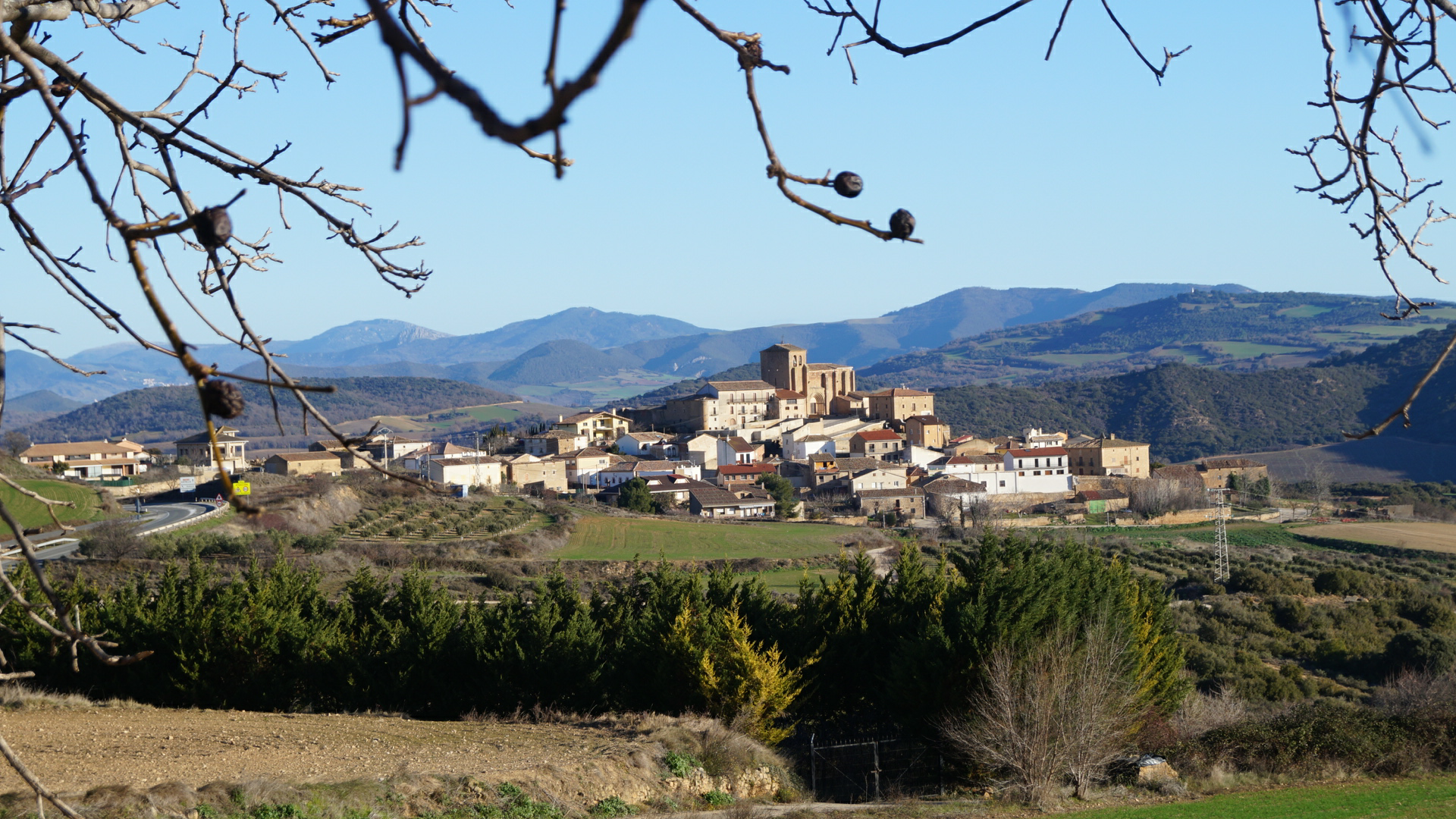
Vista de Aberin (Navarra) desde Morentin. Actualmente forma municipio con Muniáin de la Solana.

### Encomienda de Aberin
Aberin es una localidad muy cercana a Estella y al Camino de Santiago, enclavada en el Valle de La Solana, una comarca de tierras fértiles regadas por el río Ega. Dedicada a la producción de recursos para alimento de las tropas y para venta. El año 1177 Sancho VI donó al Temple la villa de Aberin junto propiedades en los regadíos de Funes, Fontellas, Mosquera y Ribaforada en la plana del Ebro y la donación de la villa de Aberin fue realizada en el año 1177 por Sancho VI el Sabio. Al poco, el Temple dio fuero a sus habitantes y lo mejoró posteriormente por documento del 7 de mayo de 1234.
El 27 de julio de 1313 tomó posesión la Orden del Hospital. Tras pasar a manos de los sanjuanistas fue tomando importancia hasta convertirse a partir de 1428 en la cabeza de la comarca desbancando a la de Echávarri. En la actualidad perduran la iglesia y algunos edificios que pertenecieron al convento. Existe una pequeña estructura octogonal de piedra que quizás pudiera haber tenido una finalidad defensiva. La iglesia de San Juan fue construida por los templarios a finales del XII o primeros del XIII.
Los edificios de la encomienda, de dos plantas, estaban integrados en un recinto cuadrangular, amurallado, con torreones esquineros; en el ángulo sureste de este recinto se alzaba el templo, de fines del siglo XII, dotado de una gran torre rectangular fortificada.

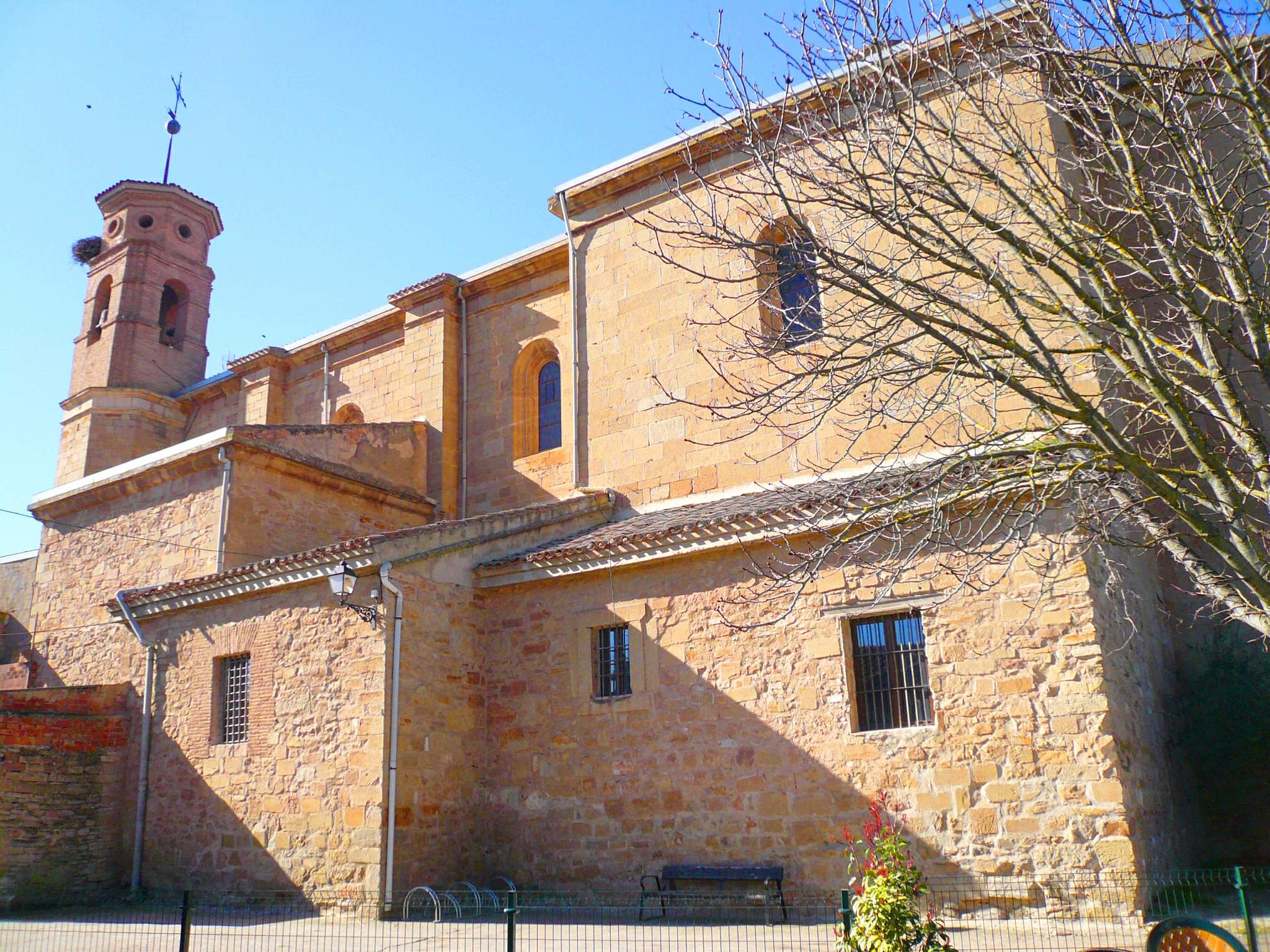
Iglesia de Santa María de la Asunción (Alcanadre, La Rioja)

### Encomienda de Alcanadre
La villa de Alcanadre (La Rioja) sería una donación realizada por el rey Alfonso VII en 1147 a Rodrigo de Azagra, tenente de Lerín y Larraga (1137) y más tarde de Tudela (1142) y Estella (1143), en agradecimiento a la ayuda prestada durante la conquista de Baeza, más concretamente: “en atención a sus excelentes servicios”. El propio Rodrigo, a su vez, donaría Alcanadre a la Orden del Temple en 1155, siendo confirmada la donación por el rey Sancho III de Castilla el mismo año; a esta donación se le uniría más tarde la villa de Aradón en 1156.
El obispo de Calahorra, Rodrigo de Cascante, les cedería todos los derechos episcopales sobre la iglesia, así como dos tercios de los diezmos que recibía de los fieles de Alcanadre.

### Encomienda de Cintruénigo
Desde 1166 se tiene noticia de la presencia templaria en Cintruénigo y ratificada en 1173 por Pedro de Cintruénigo con la entrega del castillo de la localidad. El patrimonio fue administrado desde la encomienda de Novillas hasta que, en 1186, Cintruénigo se constituyó en una encomienda autónoma. Pedro Cognato y Raimundo de Laguarres figuran como comendadores al frente de este señorío templario. Finalmente, se suprimió la encomienda con «la compra del señorío de Cintruénigo por el caballero Rodrigo de Argáiz en 1194».

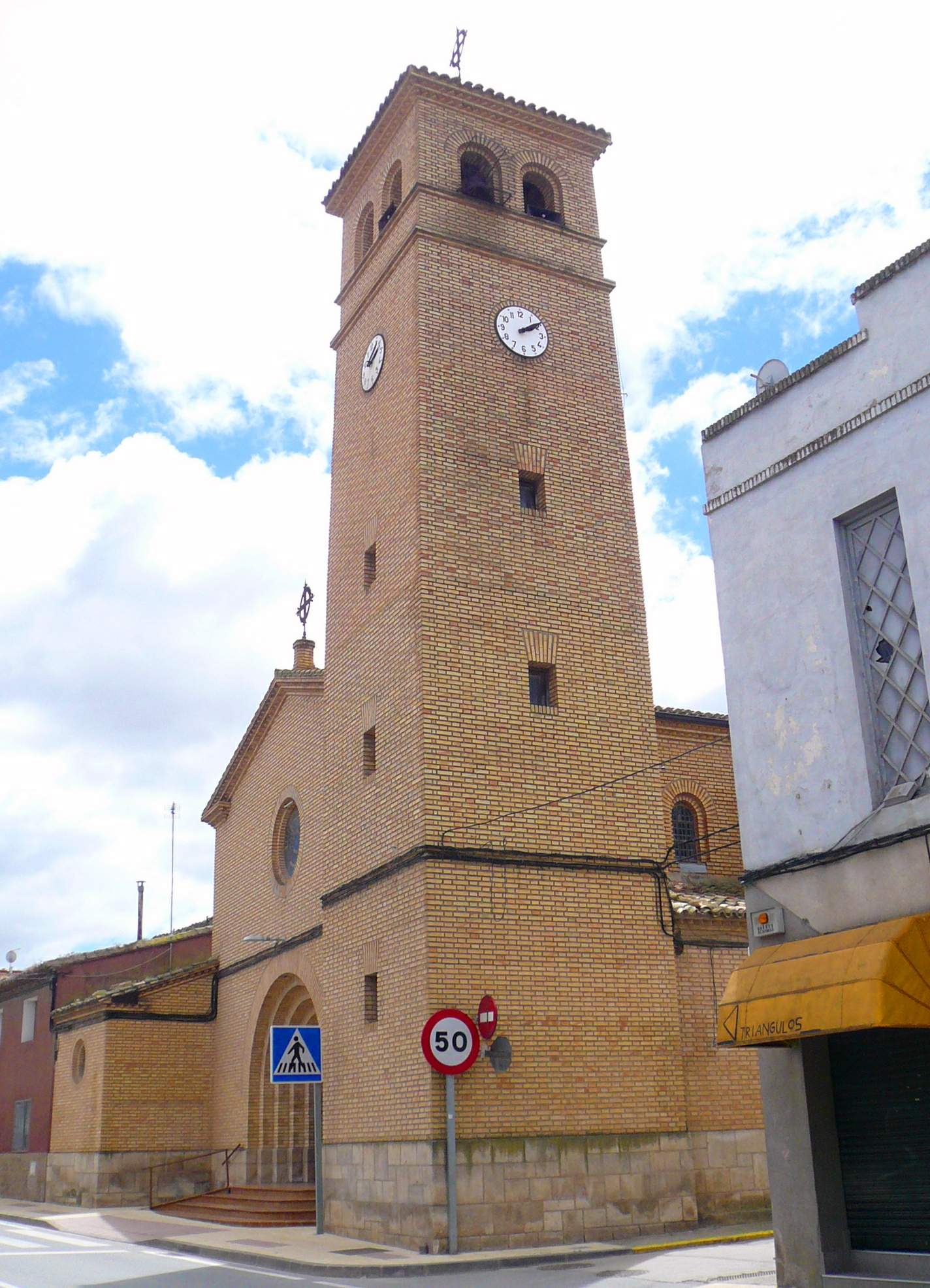
Iglesia de San Bartolomé (Ribaforada)

### Encomienda de Ribaforada

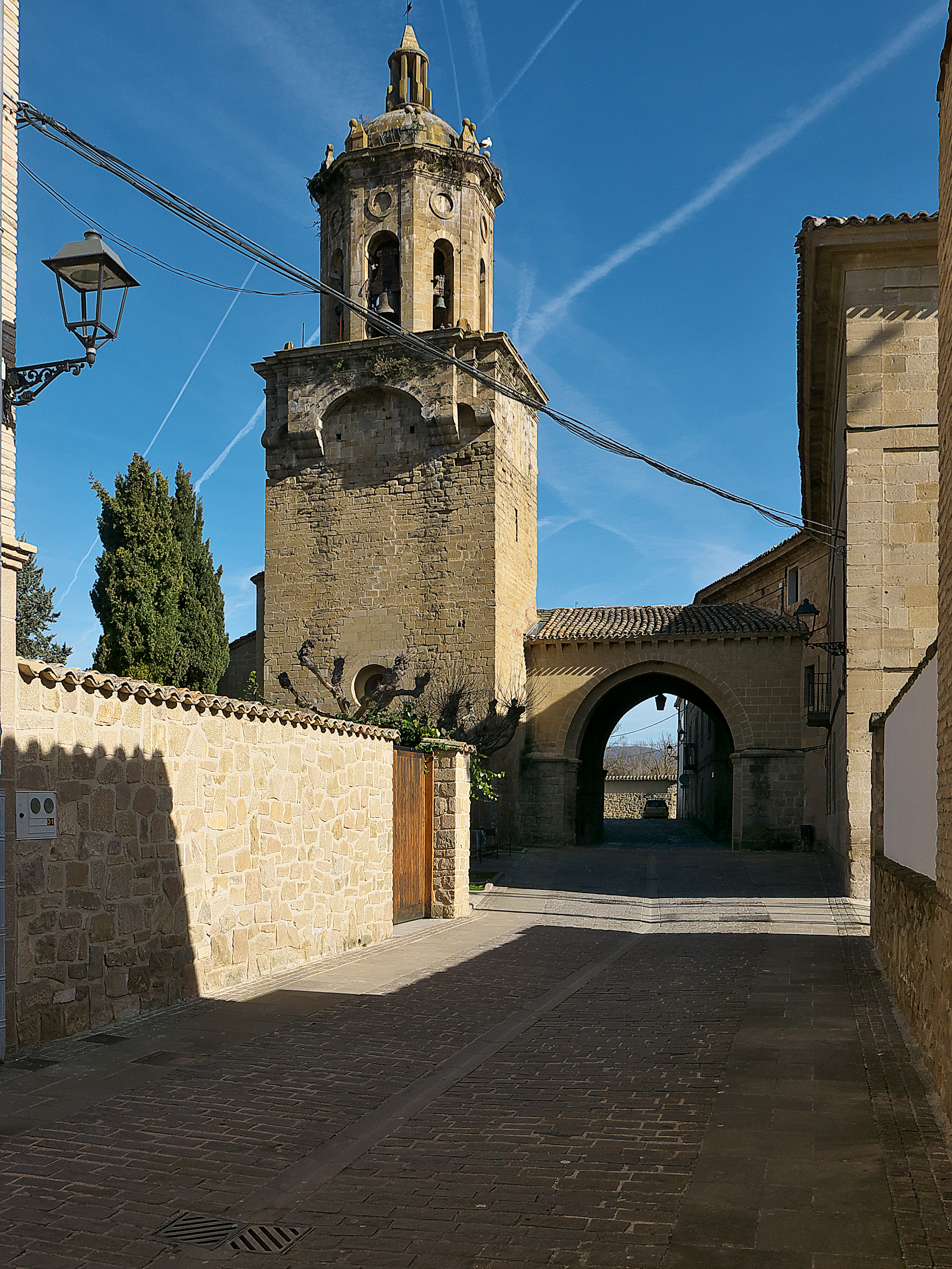
Iglesia del Crucifijo, Puente la Reina

Situada en una fértil área de la vega del río Ebro, se dedicó a la producción agrícola. Se encuentra muy cerca de varias encomiendas de la Orden de San Juan, pero fue en 1145 cuando se donaron a la Orden del Temple la de Ribaforada y otras localidades, como Ambel en Aragón. La referencia del primer comendador es de 1186 (Baldó del libro de Pavón y Bonet, 404). Reconquistado el lugar a los musulmanes junto con Tudela (1119), a mediados del propio siglo XII fue dado en señorío a los templarios, que lo hicieron sede de una encomienda. Disuelta esta orden militar (1309) y confiscados sus bienes muebles, el rey Luis I el Hutín entregó la villa en 1313 a los hospitalarios de San Juan de Jerusalén, aunque reservándose la Corona la “cena” y algunas heredades.
La iglesia de San Bartolomé, construida por los templarios, aún permanece en pie aunque, tras numerosas modificaciones, ha perdido su apariencia original. Hasta mediados del siglo XIX era el gran prior quien nombraba al alcalde del pueblo, así como al párroco, con título de vicario perpetuo.

### Encomienda de Puente La Reina
En 1141 los reyes García Ramírez y Margarita de L'Aigle lo donan al Temple. Alfonso I había dejado a los templarios todos sus territorios, por lo que, la ya villa, pasa a sus manos. A la extinción de la Orden, en 1312, pasa a manos de los Hospitalarios de San Juan de Jerusalén, que toman posesión en 1443. Aún permanece la construcción de la iglesia del Crucifijo realizada en el siglo XII.

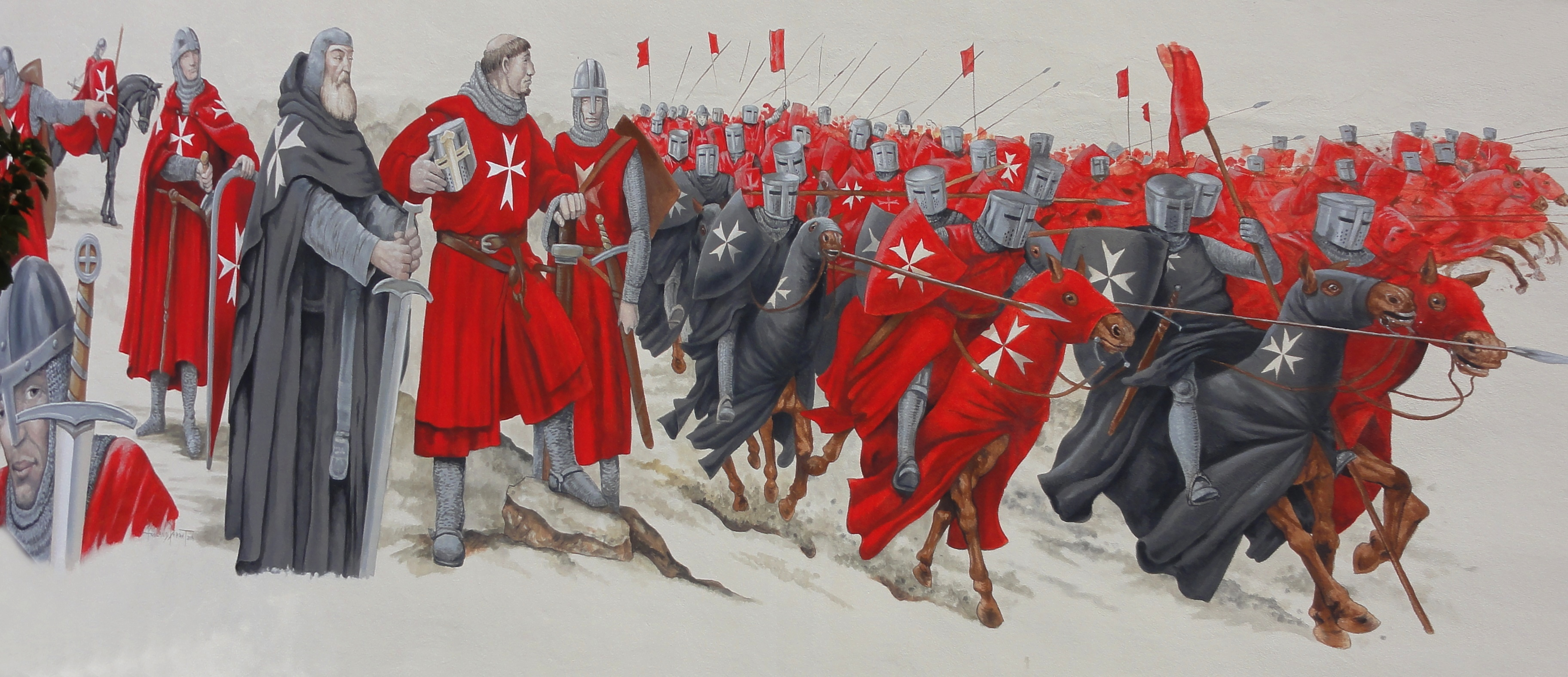
Los Caballeros Hospitalarios en el siglo XIII

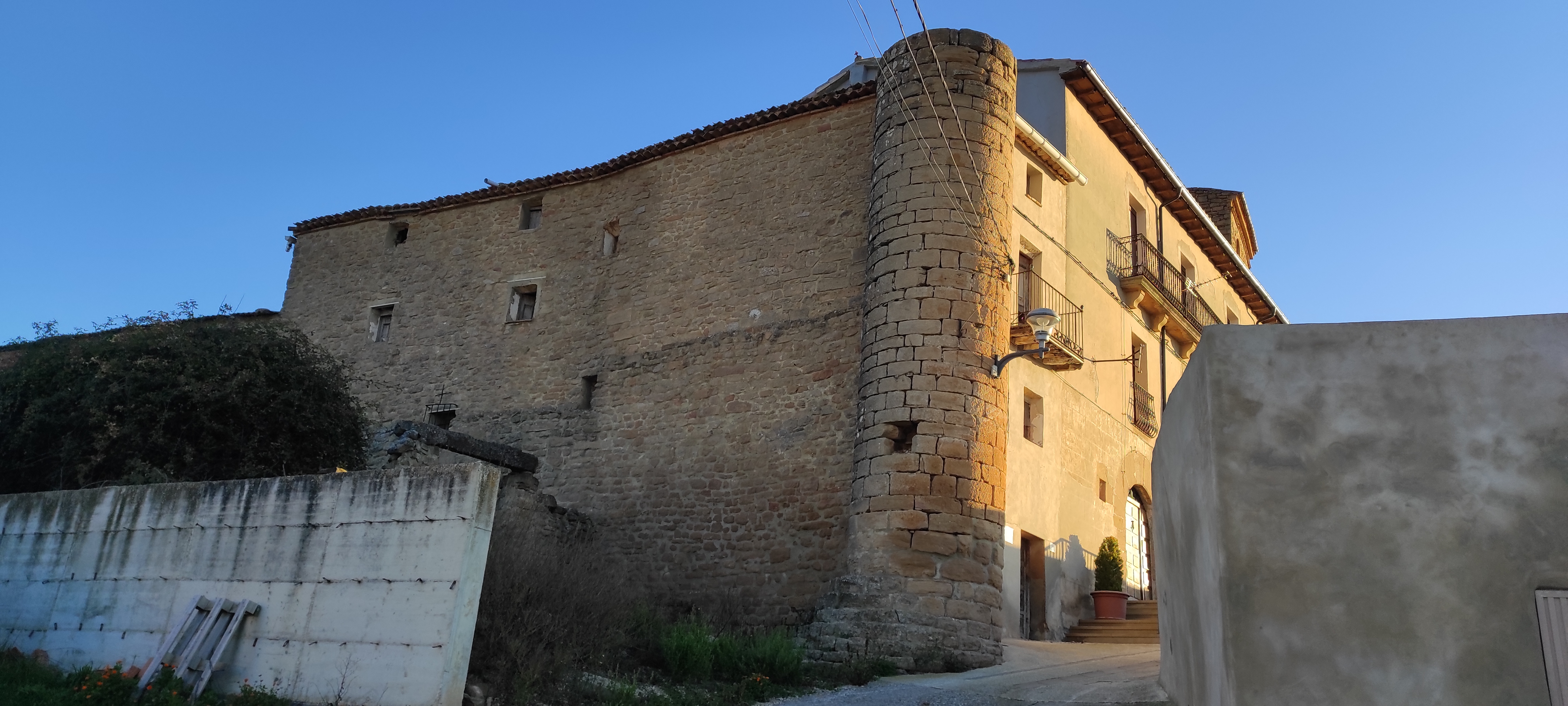
Vista de antiguas estructuras defensivas en Aberin

## Arquitectura sanjuanista comendaticia
Con base en las iglesias sanjuanistas conservadas actualmente, y haciendo una breve descripción de los principales rasgos arquitectónicos de los conjuntos conventuales radicados en encomiendas situadas en entornos rurales se pueden establecer algunas características  morfológicas comunes que responden a dos funciones fundamentales:
- Encomiendas «cuyo plan constructivo habría combinado una doble finalidad que fusionaba la misión agropecuaria, propia de todos estos conventos, con la militar y defensiva». Ejemplos significativos serían Aberin y Cizur Menor ya que «destacan por conservar todavía vestigios de potentes torres asociadas tanto a sus recintos como a sus iglesias».
- Encomiendas «planeadas fundamentalmente como explotaciones agropecuarias, aunque sin haber olvidado, por ello, la necesidad de contar con elementos de defensa, que quedaban concentrados en la torre de la iglesia, como sucedía en el resto de poblaciones y ciudades navarras». Ejemplos actualmente visibles serían Iracheta, Induráin, Irissarry, Fustiñana o Ribaforada.

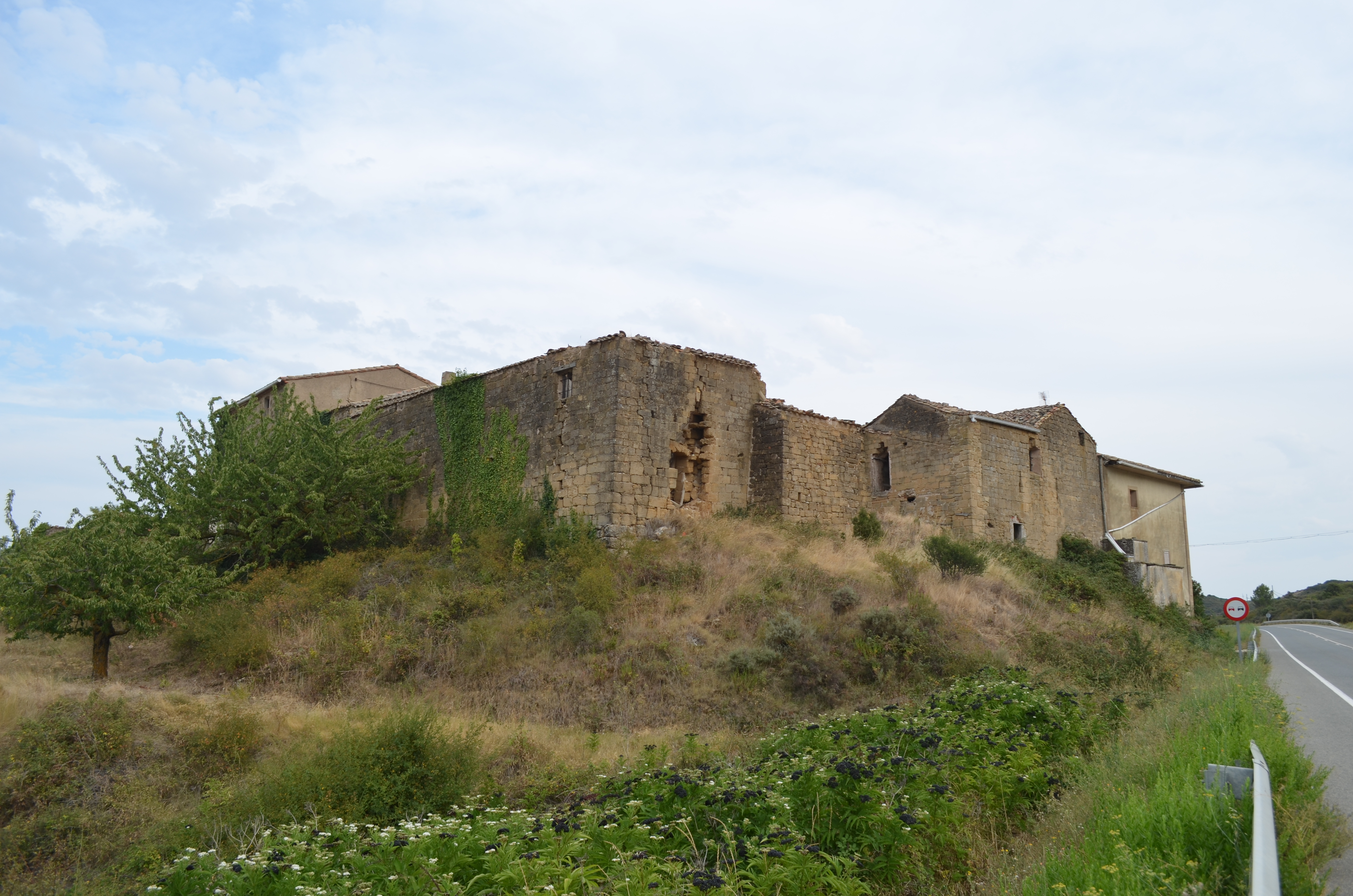
Vista del caserío de Echávarri de la Solana.

Aunque sin elementos de peso que actualmente lo respalden, quizá también habrían tenido una torre-fortaleza en sus templos encomiendas como Cabanillas, Leache y Apat Hospital.[cita requerida]
Con las reservas propias de una investigación tan incipiente en esta tipología arquitectónica, «se puede avanzar que la arquitectura del ámbito rural de las órdenes Militares en Navarra no es homogénea, sino que desarrolla diferentes patrones artísticos». En todos los casos «se siguen los patrones del románico navarro».